# Lancia D50
La Lancia D50 è un'automobile monoposto da competizione di Formula 1 realizzata dalla casa torinese Lancia che corse nelle stagioni 1954 e 1955; durante quest'ultimo campionato, dopo il ritiro di Lancia dalle competizioni a seguito della morte di Alberto Ascari, la monoposto torinese venne donata alla Scuderia Ferrari e ribattezzata Lancia-Ferrari D50. Nel campionato 1956, ormai nota come Ferrari-Lancia D50, la monoposto si aggiudicò il titolo mondiale con Juan Manuel Fangio.
Si tratta dell'unica vettura costruita da Lancia per questo tipo di competizioni.

## Il contesto
Nell'estate del 1953 Gianni Lancia decide di tentare l'avventura della Formula 1. Il celebre progettista di casa Lancia, Vittorio Jano, termina la progettazione esecutiva nel settembre 1953. Il problema piloti è presto risolto, dal momento che Gianni Lancia riesce a convincere della bontà del progetto due nomi altisonanti: Alberto Ascari e Luigi Villoresi, che il 21 gennaio 1954 firmano il contratto con la Lancia, snobbando le offerte di Enzo Ferrari. Naturalmente il fatto desta perplessità ed anche qualche polemica: si favoleggia di ingaggi super milionari, ma probabilmente Ascari decide di passare alla Lancia per via dei frequenti contatti avuti negli ultimi periodi, sembra anche per motivi mondani, con Gianni Lancia in persona.
In ogni caso, il compenso minimo garantito ad Alberto Ascari per il biennio 1954/55, 25 milioni di Lire annui, non è affatto disprezzabile. Quanto a Villoresi, la sua decisione non meraviglia poiché è ben noto il legame di profonda amicizia che lo lega ad Alberto. Della squadra Lancia fa parte anche Eugenio Castellotti, pupillo di Ascari (che in un certo senso vede in lui il suo successore): Castellotti tuttavia nel 54 corre con le vetture Sport e debutta in Formula 1 soltanto nel '55.
La monoposto della casa torinese, denominata con la sigla D50, fa la sua prima uscita il 20 febbraio 1954 e, come del resto la stampa specializzata ha anticipato, la caratteristica più saliente del nuovo bolide risiede nella sistemazione dei serbatoi del carburante, collocati, uno per lato, a sbalzo del corpo della vettura, tra le ruote anteriori e quelle posteriori. Il motore, ad alimentazione atmosferica, è un 8 cilindri a V di 90° da 2,5 litri di cilindrata, limite fissato dal regolamento della Formula 1 in vigore dal 1º gennaio 1954. Le sospensioni sono a ruote indipendenti all'avantreno, a ponte De Dion al retrotreno. Il gruppo frizione/cambio/differenziale è al retrotreno. Il cambio, disposto trasversalmente, è a 5 rapporti.
La vettura si distingue per le impeccabili finiture (inusuali in una monoposto da competizione) e per un peso piuttosto contenuto, inferiore a quello delle Formula 1 dirette concorrenti: al debutto, la D50 pesa a vuoto circa 620 kg, contro i 690 delle nuovissime Mercedes W196 in versione “normale” (720 kg è invece il peso della versione “carenata”), i 670 delle Maserati 250F ed i 650 delle Ferrari 4 cilindri tipo 625.

La prima D50 viene scaricata dall'autocarro speciale Lancia all'aerodromo di Torino-Caselle

La gestazione della D50 è però lunga e travagliata: il debutto, inizialmente previsto per il 20 giugno (Gran Premio di Francia), viene via via rimandato ed avverrà con quattro mesi di ritardo, il 24 ottobre, a Barcellona (Gran Premio di Spagna). Nel frattempo, Ascari e Villoresi, pur proseguendo nei test, sono lasciati liberi di correre con monoposto di altri costruttori.
Con la denominazione Lancia-Ferrari, le D50 vengono portate dalla Ferrari a Monza per il Gran Premio d'Italia di settembre ma non corrono per motivi legati alla marca di pneumatici da utilizzare e chiudono la carriera ad Oulton Park (ottobre 1955) dove ottengono una buona prestazione alla Gold Cup, con Mike Hawthorn secondo alle spalle di Stirling Moss.
Il bilancio finale della D50, in circa un anno di Gran Premi, è soltanto poco più che discreto, dal momento che dalla partecipazione ad 8 corse sono scaturiti i seguenti migliori risultati: due vittorie (Torino e Napoli) e tre piazze d'onore (Pau, Monaco e Oulton Park), mentre nelle rimanenti 3 occasioni (Spagna, Argentina e Belgio) nessuna D50 ha visto il traguardo. 
L'anno successivo (1956) le D50, che ormai vengono identificate come Ferrari-Lancia, subiscono modifiche non solo marginali e si aggiudicano il titolo mondiale grazie anche all'apporto dell'argentino Juan Manuel Fangio.

## Storia e caratteristiche

Il modellino in legno scala 1:10 della D50 utilizzato nel 1953 per le prove di aerodinamica effettuate nella "galleria del vento" del Politecnico di Torino

La caratteristica saliente del progetto risiede nella sistemazione dei serbatoi del carburante, l'idea è sicuramente apprezzabile in quanto si hanno vantaggi di tipo aerodinamico con miglioramento del valore del CX lo avrebbero dimostrato una serie di prove effettuate nella galleria del vento del Politecnico di Torino con un modellino della monoposto in scala 1:10. L'altra faccia della medaglia, invece sembra derivare dalla estrema variabilità del centraggio della vettura a seguito del continuo calo del livello del carburante dovuto ovviamente al consumo in gara. La D50 sembra infatti godere di una stabilità che è eccezionale nella marcia a serbatoi pieni ma cala mano a mano che i serbatoi si svuotano.
Il regolamento per la Formula 1 che entra in vigore col 1º gennaio 1954 prevede una cilindrata massima del motore di 2500 cm³ (se alimentato atmosfericamente) oppure di 750 cm³ nel caso di motore sovralimentato (con compressore) e non pone limiti di peso né restrizioni di sorta circa le caratteristiche del carburante da utilizzare. Considerati i precedenti di Jano, che ha sempre prediletto i motori sovralimentati, sorprende che non sia stata neppure presa in considerazione la progettazione di un motore con tale sistema di alimentazione, ma probabilmente a frenare gli eventuali entusiasmi è stato il troppo penalizzante limite di cilindrata (coefficiente 3,333:1 rispetto ai motori “aspirati”).

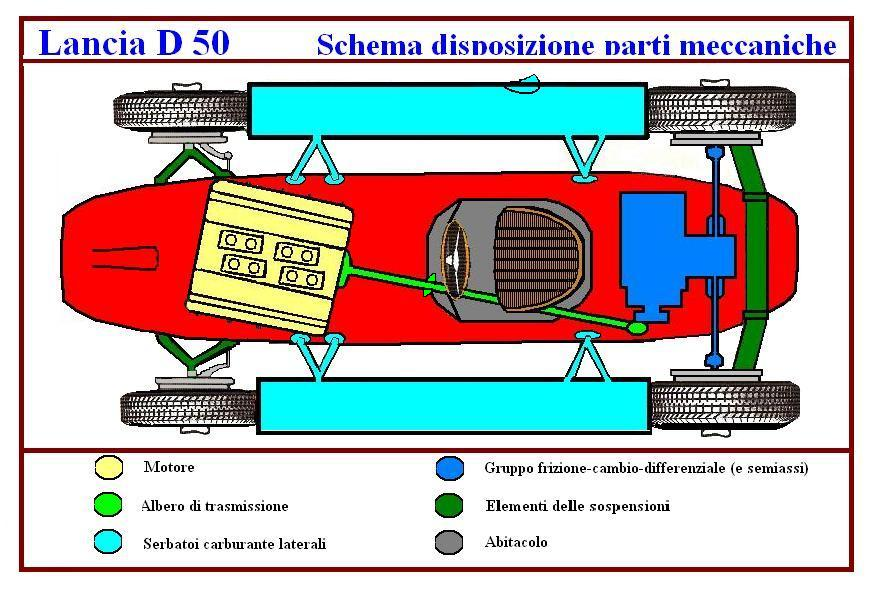

Inizialmente, forse anche per ragioni di economicità, viene messo in cantiere un motore direttamente derivato da quello di tre litri adottato sulla D20 sport, quindi un 6 cilindri a V di 60° opportunamente ridimensionato nella cilindrata (alesaggio mm 82 e corsa mm 78, per una cilindrata totale di cm³ 2471,52) che, al banco, eroga 235 hp a 7200 giri. Ma Vittorio Jano, convinto che questo motore non avrebbe consentito adeguate possibilità di sviluppo, preme per la realizzazione di un 8 cilindri a V di 90°. Il progetto viene affidato al “motorista” per eccellenza di casa Lancia, Ettore Zaccone Mina, che realizza una unità motrice da 2485,99 cm³ di cilindrata (alesaggio mm 76, corsa mm 68,5). Una delle caratteristiche peculiari di questo motore, che si distingue per le leghe leggere utilizzate (per il monoblocco e per i due blocchi dei cilindri), è data dal fatto che il basamento del motore è parte integrante della struttura stessa della macchina, essendo rigidamente connesso con elementi del telaio tubolare. Quanto alla distribuzione, che è con quattro alberi a camme in testa (due per ciascuna bancata) mossi da ingranaggi, la singolarità è data dalla particolare attenzione riservata al raffreddamento delle valvole di scarico, che sono posizionate (“annegate”) nel condotto dell'acqua di raffreddamento delle testate. Il comando delle valvole avviene con molle a spillo, mentre i bilancieri (tra le camme e gli steli delle valvole) sono del tipo “a dito”. Qualche discussione tra i tecnici di casa Lancia, ed in particolare tra Vittorio Jano ed Ettore Zaccone Mina, riguarda il sistema di alimentazione: il primo è decisamente a favore dell'alimentazione di tipo tradizionale, mentre il secondo (e spalleggiato, sembra, da Gianni Lancia) sembra propendere per l'alimentazione “ad iniezione diretta” (che la Mercedes sta a sua volta per adottare sulle Formula 1 che avrebbero debuttato a breve). Pare che venga addirittura costruito un motore monocilindrico sperimentale di poco più di 310 cm³ (esattamente 1/8 della cilindrata del motore previsto per la D50) alimentato ad iniezione. Ma alla fine, a prevalere è l'idea di Vittorio Jano e la D50 nasce con un sistema di alimentazione del tutto tradizionale, tramite quattro carburatori invertiti doppio corpo Solex 40 PIJ. Nella versione iniziale i due serbatoi laterali contengono circa 90 litri cadauno (secondo alcune fonti, la capacità sarebbe di 80 litri). L'accensione è a doppia candela per ciascun cilindro. Il motore viene montato con una inclinazione di 12° circa rispetto all'asse longitudinale della vettura, onde far sì che il passaggio dell'albero di trasmissione avvenga alla sinistra del sedile di guida e consenta l'abbassamento del sedile stesso (diversamente che sulla coeva Vanwall VW5) con la conseguente riduzione della sezione dell'abitacolo a tutto vantaggio dell'aerodinamica.
Come nelle Aurelia di serie e nelle D20/D23/D24 “sport” il gruppo frizione/cambio/differenziale è posto al retrotreno: nella D50 però il cambio è a 5 rapporti più retromarcia e, soprattutto, è disposto trasversalmente. Le sospensioni sono a ruote indipendenti all'avantreno e semi-indipendenti con ponte De Dion al retrotreno.

Febbraio 1954: Alberto Ascari al volante della D50 per i primi collaudi all'aerodromo di Torino-Caselle; si può notare che nessuna presa d'aria è ancora presente sul fianco del serbatoio laterale sinistro

Il 20 febbraio 1954 la nuova monoposto compie i primi chilometri all'aeroporto di Torino-Caselle: alla guida della D50, dopo che il capo-collaudatore Giuseppe Gillio ha avviato il motore ed ha percorso poche centinaia di metri, siede il bi-Campione del Mondo (1952 e 1953) Alberto Ascari. Poiché l'intenzione di Gianni Lancia è quella di far debuttare la D50 nel Gran Premio di Francia, in calendario per il 4 luglio 1954, i collaudi procedono a ritmo sostenuto: nell'inverno e all'inizio della primavera del 1954 la vettura, anche per fattori meteorologici, viene spedita spesso sulla riviera ligure, sul circuito di Ospedaletti, poi, a maggio, a Monza, Alberto Ascari è addirittura vittima di un incidente che però non ha conseguenze.
I collaudi proseguono per opera di Giuseppe Navone, già in forza con quel ruolo alla Ferrari. Viene anche montato un motore quasi “quadro” con misure di alesaggio e corsa diverse da quelle originarie (alesaggio mm 73 e corsa mm 74, cilindrata totale cmc 2477,75) che viene accreditato di una potenza superiore ai 250 HP e che pare possa ruotare fino a 9.000 giri al minuto. Luigi Villoresi ed Alberto Ascari, alla fine di aprile 1954, sottoscrivono un accordo in base al quale la Lancia consente loro di partecipare a GP con macchine di altra marca fino al momento in cui la D50 sarà a punto e potrà correre. I due peraltro proseguono nei collaudi. Il previsto debutto in Francia salta: la macchina non è ancora ritenuta in grado di correre. Gianni Lancia è profondamente amareggiato, anche perché al Gran Premio dell'Automobile Club di Francia debutta invece la Mercedes W196: ed è un debutto “col botto”, visto che Juan Manuel Fangio conduce l'argentea macchina tedesca alla vittoria.
Finalmente, dopo una serie di convincenti prove effettuate all'inizio di ottobre in quel di Caselle e ad Ospedaletti e dopo che in un test a Monza, Alberto Ascari segna 1'56” (quasi 3 secondi meglio della “pole” della Mercedes W196 carenata di Juan Manuel Fangio alle prove ufficiali del Gran Premio d'Italia del 5 settembre 1954) due D50 vengono spedite a Barcellona per il Gran Premio di Spagna in calendario per il 24 ottobre 1954. Il debutto viene deciso malgrado persistano problemi di frenata imputati al complicato impianto a tre ganasce messo a punto da Vittorio Jano. A Barcellona le D50, rapidissime in prova, sperimentano motori con dimensioni diverse, tra cui un D50A avente mm 74,00 di alesaggio e mm 72,20 di corsa (in totale cmc 2484,17).
Dopo il GP di Spagna dell’ottobre 1954, nel 1955 le D50 disputano, con alterna fortuna, altri 5 Gran Premi (Argentina, Torino, Pau, Napoli, Monaco) poi, dopo la morte del pilota di punta Ascari (avvenuta con una Ferrari nel corso di una occasionale prova a Monza), la Lancia annuncia la sospensione dell'attività agonistica, evento che avviene pressoché in contemporanea con l'abdicazione di Gianni Lancia. Tuttavia, prima di abbandonare l'Italia per il Sud America, l'ingegner Lancia ha il tempo di concedere una vettura ad Eugenio Castellotti per correre il Gran Premio del Belgio a Spa in giugno.
Subito dopo la disputa del Gran Premio del Belgio e l'abdicazione forzata di Gianni Lancia, in seno alla fabbrica si profilano due fazioni: da una parte c'è chi vorrebbe evitare di disperdere le esperienze fatte in ambito agonistico, migliorare il materiale esistente e proseguire l'attività sportiva interrotta, e dall'altra chi invece non vede l'ora di disfarsi di tutto il “materiale da corsa” nel più breve tempo possibile, magari svendendolo. I sostenitori della seconda tesi hanno ben presto la meglio.
Trapelata la notizia, molti si fanno avanti per rilevare a buon prezzo tutto il materiale: tra i potenziali acquirenti, in prima fila, pare ci sia addirittura la Mercedes Benz. Per evitare che preziose esperienze italiche finiscano all'estero, il principe Filippo Caracciolo (suocero di Gianni Agnelli e Presidente dell'Automobile Club d'Italia) si attiva presso la Fiat fino ad ottenere un accordo a tre, in base al quale la Lancia dona alla Ferrari il suo materiale da corsa e la Fiat si impegna ad erogare alla casa modenese, per cinque anni, un contributo finanziario non indifferente (50 milioni di lire all'anno).
La cerimonia del "passaggio" avviene il 26 luglio 1955 nel cortile della Lancia in Via Caraglio a Torino: gli onori di casa sono fatti dall'avv. Domenico Jappelli e dal sig. Attilio Pasquarelli, mentre per la Ferrari sono presenti l'ing. Mino Amorotti ed il cav. Luigi Bazzi. La Fiat è rappresentata dal dr. Pestelli, mentre per l'Automobile Club d'Italia c'è il Vicepresidente ing. Arnaldo Trevisan. Tra gli altri intervenuti, oltre a Vittorio Jano, il Conte Carlo Biscaretti di Ruffia (Vice Presidente dell'Automobile Club di Torino) ed il Dr. Giovannetti dell'A.N.F.I.A.A. (Associazione Nazionale Fra Industrie Automobilistiche ed Affini). Per la cronaca, le D50 di Formula 1 donate alla casa modenese sono sei: ad esse vanno aggiunte due scocche di F1, una normale e l'altra carenata (la prima è forse munita di qualche organo meccanico, mentre la seconda ne è probabilmente priva) oltre naturalmente a molti ricambi ed parti meccaniche in genere. Con l'occasione, anche il celebre progettista Vittorio Jano passa dalla Lancia alla Ferrari.
Tra l'ottobre 1954 (debutto in Spagna) ed il giugno 1955 (Gran Premio del Belgio), la D50 subisce, come del resto è normale accada in una monoposto di Formula 1, una serie di modifiche tese ad incrementare prestazioni ed affidabilità: la capacità dei serbatoi del carburante viene portata a 200 litri (capacità ritenuta necessaria per evitare rifornimenti in gara), le prese d'aria sul cofano e sui “pontoni” laterali vengono spesso modificate (ampliate e/o ridotte), il circuito di lubrificazione subisce parecchie migliorie, l'impianto frenante (uno dei punti deboli della vettura) è oggetto di continue attenzioni, le sospensioni vengono talvolta rese più morbide od irrigidite, il parabrezza viene rimpicciolito e munito di inclinazione regolabile. Altri valori che subiscono spesso variazioni, anche se di minima entità, sono quelli del passo e delle carreggiate: il primo spazia da cm 220 a cm 230, le seconde da cm 125 a cm 129,4 (la carreggiata posteriore arriva a misurare cm 133). Nel periodo, la D50 assume anche la denominazione D50A.
Quanto al motore, è difficile (anzi, impossibile) definire esattamente dati, potenze e dimensioni dei propulsori utilizzati di volta in volta: comunque, secondo stime attendibili, la potenza erogata varia da un minimo di 250-255 HP ad un massimo di 265 HP, i regimi di rotazione si collocano tra gli 8.000 ed i 9.000 giri/minuto, il rapporto di compressione tra 10,5:1 e 12:1. I diversi motori impiegati (tutti 8 cilindri a V di 90°) hanno le seguenti dimensioni: 1.) 2485,99 cm³ di cilindrata (alesaggio mm 76,00 e corsa mm 68,50); 2.) 2488,02 cm³ (alesaggio mm 73,60 e corsa mm 73,10); 3.) motore definito D50A da 2477,29 cm³ (alesaggio mm 74,00 e corsa mm 72,00). La velocità massima raggiungibile dalla D50, nella sua versione più potente e con il rapporto di demoltiplicazione più “lungo” è dell'ordine dei 300 km all'ora.

## Numerazioni e storia dei singoli esemplari
| Periodo di costruzione: 1954/55-tipo D50, monoposto da competizione (Formula 1), con guida centrale | |
| Numero                                                                                              | Storia |
| #0001                                                                                               | costruita nel 1954; affidata ad Alberto Ascari per il Gran Premio di Spagna 1954, funge poi da vettura “di riserva” al Gran Premio d'Argentina 1955; si ritiene si tratti dell'esemplare custodito presso il Museo Lancia di Torino e che quindi non faccia parte delle macchine cedute a Ferrari il 26 luglio 1955 |
| #0002                                                                                               | costruita nel 1954; affidata a Luigi Villoresi per il Gran Premio di Spagna (24-10-54); ad Ascari per il Gran Premio d'Argentina (16-01-55); nel 1955 viene poi utilizzata con funzioni di “muletto” nei successivi Gran Premi di Valentino, Monaco e Belgio; si ritiene far parte delle macchine cedute a Ferrari il 26 luglio 1955; partecipa come Lancia-Ferrari, sempre con funzioni di “muletto”, alle prove del Gran Premio d'Italia 1955 |
| #0003                                                                                               | costruita nel 1954; viene utilizzata con funzioni di “muletto” al Gran Premio di Spagna (24-10-54) ed a quello d'Argentina (16-01-55); nel'55 viene affidata a Villoresi per i Gran Premi del Valentino e di Pau; viene assegnata ad Ascari che la guida al Gran Premio di Napoli, dopodiché passa stabilmente ad Eugenio Castellotti per i Gran Premi di Monaco e del Belgio; si ritiene far parte delle macchine cedute a Ferrari il 26 luglio 1955; partecipa come Lancia-Ferrari, sempre affidata a Castellotti, alle prove del Gran Premio d'Italia (11-09-55) ed alla Gold Cup di Oulton Park (24-09-55)                            |
| #0004                                                                                               | costruita a cavallo tra il 1954 ed il 1955, corre nel 1955 il Gran Premio d'Argentina con Villoresi, poi Ascari la utilizza nei Gran Premi del Valentino e di Pau, torna a Villoresi che la impiega a Napoli ed a Monaco; si ritiene far parte delle macchine cedute a Ferrari il 26 luglio 1955; partecipa come Lancia-Ferrari, sempre affidata a Villoresi, alle prove del Gran Premio d'Italia (11-09-55); secondo alcune fonti, la D50 #0004 è l'esemplare custodito al Museo dell'Automobile di Torino |
| #0005                                                                                               | costruita a cavallo tra il 1954 ed il 1955, corre nel 1955 i Gran Premi d'Argentina, del Valentino e di Pau con Castellotti e quello di Monaco con Louis Chiron; si ritiene far parte delle macchine cedute a Ferrari il 26 luglio 1955; divenuta Lancia-Ferrari, partecipa, con Nino Farina, alle prove del Gran Premio d'Italia (11-09-55) ed infine, con Mike Hawthorn, alla Gold Cup di Oulton Park (24-09-55) |
| #0006                                                                                               | costruita nel 1955, è la vettura finita in mare con Ascari al Gran Premio di Monaco il 22 maggio 1955; non è accertato se questa vettura sia stata pienamente recuperata dopo il tuffo in mare e se faccia parte delle macchine cedute a Ferrari il 26 luglio 1955; si può solo osservare che, nella stagione 1956, una Ferrari-Lancia con telaio #0006 risulterebbe utilizzata al Gran Premio dell’A.C. di Francia con funzioni di “muletto” ed al Gran premio d'Italia, affidata a Luigi Musso: naturalmente, potrebbe trattarsi della stessa macchina inabissatasi a Monaco come potrebbe anche trattarsi di un esemplare ri-numerato. |
| #0007                                                                                               | costruita nel 1955, non risulta impiegata in corsa se non l'anno successivo (1956) come Ferrari; si ritiene far parte delle macchine cedute a Ferrari il 26 luglio 1955 |
| #0008                                                                                               | costruita nel 1955, non risulta impiegata in corsa se non l'anno successivo (1956) come Ferrari; potrebbe far parte del materiale ceduto a Ferrari il 26 luglio 1955, ed identificarsi nella scocca quasi priva di parti meccaniche immortalata (accanto ad una scocca sperimentale carenata) da una fotografia scattata quel fatidico 26 luglio |

## Caratteristiche tecniche
| | | | | | |
| Configurazione | | | | | |
| Carrozzeria: monoposto | Carrozzeria: monoposto | Posizione motore: anteriore | Posizione motore: anteriore | Trazione: posteriore | Trazione: posteriore |
| Dimensioni e pesi | | | | | |
| Ingombri (lungh.×largh.×alt. in mm): 3330; ma in qualche occasione raggiunge anche 3360 × 1540 × 920 | Ingombri (lungh.×largh.×alt. in mm): 3330; ma in qualche occasione raggiunge anche 3360 × 1540 × 920 | Ingombri (lungh.×largh.×alt. in mm): 3330; ma in qualche occasione raggiunge anche 3360 × 1540 × 920 | Ingombri (lungh.×largh.×alt. in mm): 3330; ma in qualche occasione raggiunge anche 3360 × 1540 × 920 | Diametro minimo sterzata: | Diametro minimo sterzata: |
| Interasse: da cm 220 a cm 230 in funzione degli impieghi; le misure di passo di cui si ha notizia sono: 2200-2250-2280 e 2300 mm | Interasse: da cm 220 a cm 230 in funzione degli impieghi; le misure di passo di cui si ha notizia sono: 2200-2250-2280 e 2300 mm | Carreggiate: anteriore 1250, 1270 oppure 1280 - posteriore 1250, 1270 oppure 1280; in qualche occasione la carreggiata è anteriormente di 1294 e posteriormente di 1330 mm | Carreggiate: anteriore 1250, 1270 oppure 1280 - posteriore 1250, 1270 oppure 1280; in qualche occasione la carreggiata è anteriormente di 1294 e posteriormente di 1330 mm | Altezza minima da terra: | Altezza minima da terra: |
| Posti totali: | Posti totali: | Bagagliaio: | Bagagliaio: | Serbatoio: 180 litri in due grossi serbatoi esterni contenenti carburante e lubrificante; i serbatoi hanno spessore grosso modo corrispondente alla sezione degli pneumatici, sono sistemati simmetricamente in senso longitudinale tra le ruote anteriori e quelle posteriori e sono sostenuti alla dovuta distanza dal corpo della scocca mediante bracci tubolari triangolati (alcuni tubi di fissaggio dei serbatoi sono utilizzati per la mandata del carburante ai carburatori); i serbatoi sono in alluminio profilati; il peso di ciascun serbatoio (vuoto) è di kg 15; l’originale soluzione assicura la corretta ripartizione dei pesi anche quando i serbatoi si stanno svuotando (naturalmente il livello decresce in egual misura in entrambi). Dopo il Gran Premio di Spagna dell’ottobre 1954 la capacità totale viene portata a 200 litri per aumentare l’autonomia in modo da evitare la necessità di rifornimento in gara (nella primissima versione, secondo alcune fonti, era di 160 litri). Per ottenere il miglior raffreddamento dell’olio nel serbatoio esterno, dopo i primissimi collaudi, viene prevista una ben visibile ampia finestra di presa d’aria dinamica nella parte esterna del cassone del serbatoio di sinistra. | Serbatoio: 180 litri in due grossi serbatoi esterni contenenti carburante e lubrificante; i serbatoi hanno spessore grosso modo corrispondente alla sezione degli pneumatici, sono sistemati simmetricamente in senso longitudinale tra le ruote anteriori e quelle posteriori e sono sostenuti alla dovuta distanza dal corpo della scocca mediante bracci tubolari triangolati (alcuni tubi di fissaggio dei serbatoi sono utilizzati per la mandata del carburante ai carburatori); i serbatoi sono in alluminio profilati; il peso di ciascun serbatoio (vuoto) è di kg 15; l’originale soluzione assicura la corretta ripartizione dei pesi anche quando i serbatoi si stanno svuotando (naturalmente il livello decresce in egual misura in entrambi). Dopo il Gran Premio di Spagna dell’ottobre 1954 la capacità totale viene portata a 200 litri per aumentare l’autonomia in modo da evitare la necessità di rifornimento in gara (nella primissima versione, secondo alcune fonti, era di 160 litri). Per ottenere il miglior raffreddamento dell’olio nel serbatoio esterno, dopo i primissimi collaudi, viene prevista una ben visibile ampia finestra di presa d’aria dinamica nella parte esterna del cassone del serbatoio di sinistra. |
| Masse | a vuoto: 620 kg (versione iniziale), successivamente ridotto a 600 kg | a vuoto: 620 kg (versione iniziale), successivamente ridotto a 600 kg | a vuoto: 620 kg (versione iniziale), successivamente ridotto a 600 kg | a vuoto: 620 kg (versione iniziale), successivamente ridotto a 600 kg | a vuoto: 620 kg (versione iniziale), successivamente ridotto a 600 kg |
| Meccanica | | | | | |
| Tipo motore: tipo D50 (e successivamente D50A), 8 cilindri a V (90°), montato con una inclinazione di 12° circa rispetto all’asse longitudinale della vettura, monoblocco; blocchi cilindri e basamento monoblocco in lega leggera (“siluminum”), con numerose nervature di irrigidimento; canne cilindri in umido ovvero lambite direttamente dall’acqua di raffreddamento; pistoni in lega leggera (con volta a specchio asimmetrico) con 5 anelli di tenuta (3 normali e 2 raschiaolio); bielle, in acciaio fucinato, con sezione a doppia T; albero motore (parzialmente cavo) equilibrato con contrappesi singoli, ruotante su 5 supporti; albero motore e bielle montate su cuscinetti a rulli; motore semiportante, cioè integrato con il telaio nella sua parte anteriore (e non semplicemente appoggiato e ancorato allo stesso): gli elementi della sospensione anteriore sono dunque fissati al motore e non al telaio, soluzione adottata anche per contenere gli ingombri propri del motore ad 8 cilindri a V; diametro dei perni di banco mm 68,5; diametro dei perni di biella (parzialmente cavi internamente) mm 50,0. | Tipo motore: tipo D50 (e successivamente D50A), 8 cilindri a V (90°), montato con una inclinazione di 12° circa rispetto all’asse longitudinale della vettura, monoblocco; blocchi cilindri e basamento monoblocco in lega leggera (“siluminum”), con numerose nervature di irrigidimento; canne cilindri in umido ovvero lambite direttamente dall’acqua di raffreddamento; pistoni in lega leggera (con volta a specchio asimmetrico) con 5 anelli di tenuta (3 normali e 2 raschiaolio); bielle, in acciaio fucinato, con sezione a doppia T; albero motore (parzialmente cavo) equilibrato con contrappesi singoli, ruotante su 5 supporti; albero motore e bielle montate su cuscinetti a rulli; motore semiportante, cioè integrato con il telaio nella sua parte anteriore (e non semplicemente appoggiato e ancorato allo stesso): gli elementi della sospensione anteriore sono dunque fissati al motore e non al telaio, soluzione adottata anche per contenere gli ingombri propri del motore ad 8 cilindri a V; diametro dei perni di banco mm 68,5; diametro dei perni di biella (parzialmente cavi internamente) mm 50,0.           | Tipo motore: tipo D50 (e successivamente D50A), 8 cilindri a V (90°), montato con una inclinazione di 12° circa rispetto all’asse longitudinale della vettura, monoblocco; blocchi cilindri e basamento monoblocco in lega leggera (“siluminum”), con numerose nervature di irrigidimento; canne cilindri in umido ovvero lambite direttamente dall’acqua di raffreddamento; pistoni in lega leggera (con volta a specchio asimmetrico) con 5 anelli di tenuta (3 normali e 2 raschiaolio); bielle, in acciaio fucinato, con sezione a doppia T; albero motore (parzialmente cavo) equilibrato con contrappesi singoli, ruotante su 5 supporti; albero motore e bielle montate su cuscinetti a rulli; motore semiportante, cioè integrato con il telaio nella sua parte anteriore (e non semplicemente appoggiato e ancorato allo stesso): gli elementi della sospensione anteriore sono dunque fissati al motore e non al telaio, soluzione adottata anche per contenere gli ingombri propri del motore ad 8 cilindri a V; diametro dei perni di banco mm 68,5; diametro dei perni di biella (parzialmente cavi internamente) mm 50,0.           | Cilindrata: I diversi motori impiegati hanno le seguenti dimensioni: a) (alesaggio mm 76,00 e corsa mm 68,50); totale 2485,99 cm³ b) (alesaggio mm 73,60 e corsa mm 73,10); totale 2488,02 cm³ c) motore definito D50A (alesaggio mm 74,00 e corsa mm 72,00); totale 2477,29 cm³ | Cilindrata: I diversi motori impiegati hanno le seguenti dimensioni: a) (alesaggio mm 76,00 e corsa mm 68,50); totale 2485,99 cm³ b) (alesaggio mm 73,60 e corsa mm 73,10); totale 2488,02 cm³ c) motore definito D50A (alesaggio mm 74,00 e corsa mm 72,00); totale 2477,29 cm³ | Cilindrata: I diversi motori impiegati hanno le seguenti dimensioni: a) (alesaggio mm 76,00 e corsa mm 68,50); totale 2485,99 cm³ b) (alesaggio mm 73,60 e corsa mm 73,10); totale 2488,02 cm³ c) motore definito D50A (alesaggio mm 74,00 e corsa mm 72,00); totale 2477,29 cm³ |
| Distribuzione: quattro alberi a camme in testa (due per ciascuna bancata) comandati da catena; valvole in testa a V, inclinate di 40° rispetto all’asse del cilindro (quindi 80° tra di loro), comandate da bracci e levette e richiamate in sede da doppie molle a riccio; diametro valvole d’aspirazione mm 46,0; diametro valvole di scarico mm 42,0 - Rapporto di compressione: tra 10,5:1 e 12,0:1 a seconda dei motori utilizzati ed in funzione degli impieghi previsti - Raffreddamento ad acqua, a circolazione forzata con pompa; ventola meccanica. | Distribuzione: quattro alberi a camme in testa (due per ciascuna bancata) comandati da catena; valvole in testa a V, inclinate di 40° rispetto all’asse del cilindro (quindi 80° tra di loro), comandate da bracci e levette e richiamate in sede da doppie molle a riccio; diametro valvole d’aspirazione mm 46,0; diametro valvole di scarico mm 42,0 - Rapporto di compressione: tra 10,5:1 e 12,0:1 a seconda dei motori utilizzati ed in funzione degli impieghi previsti - Raffreddamento ad acqua, a circolazione forzata con pompa; ventola meccanica. | Distribuzione: quattro alberi a camme in testa (due per ciascuna bancata) comandati da catena; valvole in testa a V, inclinate di 40° rispetto all’asse del cilindro (quindi 80° tra di loro), comandate da bracci e levette e richiamate in sede da doppie molle a riccio; diametro valvole d’aspirazione mm 46,0; diametro valvole di scarico mm 42,0 - Rapporto di compressione: tra 10,5:1 e 12,0:1 a seconda dei motori utilizzati ed in funzione degli impieghi previsti - Raffreddamento ad acqua, a circolazione forzata con pompa; ventola meccanica. | Alimentazione: a quattro carburatori doppio corpo invertiti Solex 40PIJ: ciascuna delle due serie di due carburatori doppi su ogni fila di cilindri è comandata da un proprio alberino rotante sulla sommità della scatola delle valvole d’aspirazione; il carburante utilizzato è una miscela composta da un 50% di benzina avio (130 ottani), un 25% di benzolo ed un 25% di alcool. | Alimentazione: a quattro carburatori doppio corpo invertiti Solex 40PIJ: ciascuna delle due serie di due carburatori doppi su ogni fila di cilindri è comandata da un proprio alberino rotante sulla sommità della scatola delle valvole d’aspirazione; il carburante utilizzato è una miscela composta da un 50% di benzina avio (130 ottani), un 25% di benzolo ed un 25% di alcool. | Alimentazione: a quattro carburatori doppio corpo invertiti Solex 40PIJ: ciascuna delle due serie di due carburatori doppi su ogni fila di cilindri è comandata da un proprio alberino rotante sulla sommità della scatola delle valvole d’aspirazione; il carburante utilizzato è una miscela composta da un 50% di benzina avio (130 ottani), un 25% di benzolo ed un 25% di alcool. |
| Prestazioni motore | Potenza: nella primissima versione: 250-255 HP a 8000-8200 giri/minuto; nel 1955 la potenza sale a 260 HP e raggiunge infine 265 HP a 8500 giri/minuto (il regime di rotazione, nel suo limite massimo possibile, si stima in circa 9000 giri/minuto) | Potenza: nella primissima versione: 250-255 HP a 8000-8200 giri/minuto; nel 1955 la potenza sale a 260 HP e raggiunge infine 265 HP a 8500 giri/minuto (il regime di rotazione, nel suo limite massimo possibile, si stima in circa 9000 giri/minuto) | Potenza: nella primissima versione: 250-255 HP a 8000-8200 giri/minuto; nel 1955 la potenza sale a 260 HP e raggiunge infine 265 HP a 8500 giri/minuto (il regime di rotazione, nel suo limite massimo possibile, si stima in circa 9000 giri/minuto) | Potenza: nella primissima versione: 250-255 HP a 8000-8200 giri/minuto; nel 1955 la potenza sale a 260 HP e raggiunge infine 265 HP a 8500 giri/minuto (il regime di rotazione, nel suo limite massimo possibile, si stima in circa 9000 giri/minuto) | Potenza: nella primissima versione: 250-255 HP a 8000-8200 giri/minuto; nel 1955 la potenza sale a 260 HP e raggiunge infine 265 HP a 8500 giri/minuto (il regime di rotazione, nel suo limite massimo possibile, si stima in circa 9000 giri/minuto) |
| Accensione: doppia accensione, due candele per cilindro (sistemate nel “V” tra le valvole), due magneti Marelli indipendenti, sincronizzati, calettati all'estremità posteriore dei due alberi delle camme. | Accensione: doppia accensione, due candele per cilindro (sistemate nel “V” tra le valvole), due magneti Marelli indipendenti, sincronizzati, calettati all'estremità posteriore dei due alberi delle camme. | Accensione: doppia accensione, due candele per cilindro (sistemate nel “V” tra le valvole), due magneti Marelli indipendenti, sincronizzati, calettati all'estremità posteriore dei due alberi delle camme. | Impianto elettrico: a 12 Volt; batteria da 48 Ah; la vettura non ha motorino d’avviamento: dietro la ruota posteriore sinistra è posto un collegamento a dente di sega per l’avviamento mediante motore (elettrico) esterno | Impianto elettrico: a 12 Volt; batteria da 48 Ah; la vettura non ha motorino d’avviamento: dietro la ruota posteriore sinistra è posto un collegamento a dente di sega per l’avviamento mediante motore (elettrico) esterno | Impianto elettrico: a 12 Volt; batteria da 48 Ah; la vettura non ha motorino d’avviamento: dietro la ruota posteriore sinistra è posto un collegamento a dente di sega per l’avviamento mediante motore (elettrico) esterno |
| Frizione: in blocco unico con cambio e differenziale (blocco unico disposto al retrotreno, come indicato alla voce “trasmissione”) con doppio disco a secco | Frizione: in blocco unico con cambio e differenziale (blocco unico disposto al retrotreno, come indicato alla voce “trasmissione”) con doppio disco a secco | Frizione: in blocco unico con cambio e differenziale (blocco unico disposto al retrotreno, come indicato alla voce “trasmissione”) con doppio disco a secco | Cambio: in blocco con frizione e differenziale (blocco unico disposto al retrotreno, come indicato alla voce “trasmissione”) ; cambio ad albero trasversale (con 5 coppie di ingranaggi in cascata, a 5 rapporti + RM, con sincronizzatori Porsche ad anello libero) II, III, IV e V marcia sincronizzate; nella D50A gli ingranaggi sono ad innesto frontale. rapporti: I=3,36:1; II=2,39:1; III=1,81:1; IV=1,40:1; V=1,15:1; comando a leva centrale. Rapporto al ponte: riduzione finale a coppia conica di riduzione e corona differenziale a ingranaggio cilindrico; rapporti conici: 1,20:1-1,28:1-1,36:1-1,44:1-1,52:1—rapporti cilindrici:3,055:1-3,176:1-3,560:1-3,867:1 | Cambio: in blocco con frizione e differenziale (blocco unico disposto al retrotreno, come indicato alla voce “trasmissione”) ; cambio ad albero trasversale (con 5 coppie di ingranaggi in cascata, a 5 rapporti + RM, con sincronizzatori Porsche ad anello libero) II, III, IV e V marcia sincronizzate; nella D50A gli ingranaggi sono ad innesto frontale. rapporti: I=3,36:1; II=2,39:1; III=1,81:1; IV=1,40:1; V=1,15:1; comando a leva centrale. Rapporto al ponte: riduzione finale a coppia conica di riduzione e corona differenziale a ingranaggio cilindrico; rapporti conici: 1,20:1-1,28:1-1,36:1-1,44:1-1,52:1—rapporti cilindrici:3,055:1-3,176:1-3,560:1-3,867:1 | Cambio: in blocco con frizione e differenziale (blocco unico disposto al retrotreno, come indicato alla voce “trasmissione”) ; cambio ad albero trasversale (con 5 coppie di ingranaggi in cascata, a 5 rapporti + RM, con sincronizzatori Porsche ad anello libero) II, III, IV e V marcia sincronizzate; nella D50A gli ingranaggi sono ad innesto frontale. rapporti: I=3,36:1; II=2,39:1; III=1,81:1; IV=1,40:1; V=1,15:1; comando a leva centrale. Rapporto al ponte: riduzione finale a coppia conica di riduzione e corona differenziale a ingranaggio cilindrico; rapporti conici: 1,20:1-1,28:1-1,36:1-1,44:1-1,52:1—rapporti cilindrici:3,055:1-3,176:1-3,560:1-3,867:1 |
| Telaio | | | | | |
| Corpo vettura | struttura a traliccio tubolare (tubi di piccolo diametro) con longheroni e traverse, unente la parte anteriore della vettura (che ospita il motore semiportante),e quella posteriore (in cui è alloggiata la trasmissione); il telaio termina immediatamente davanti al ponte posteriore De Dion, in quanto la coda della vettura viene sostenuta a sbalzo; i longheroni inferiori sono sfruttati anche come conduttori di mandata e di rinvio dell’olio. | struttura a traliccio tubolare (tubi di piccolo diametro) con longheroni e traverse, unente la parte anteriore della vettura (che ospita il motore semiportante),e quella posteriore (in cui è alloggiata la trasmissione); il telaio termina immediatamente davanti al ponte posteriore De Dion, in quanto la coda della vettura viene sostenuta a sbalzo; i longheroni inferiori sono sfruttati anche come conduttori di mandata e di rinvio dell’olio. | struttura a traliccio tubolare (tubi di piccolo diametro) con longheroni e traverse, unente la parte anteriore della vettura (che ospita il motore semiportante),e quella posteriore (in cui è alloggiata la trasmissione); il telaio termina immediatamente davanti al ponte posteriore De Dion, in quanto la coda della vettura viene sostenuta a sbalzo; i longheroni inferiori sono sfruttati anche come conduttori di mandata e di rinvio dell’olio. | struttura a traliccio tubolare (tubi di piccolo diametro) con longheroni e traverse, unente la parte anteriore della vettura (che ospita il motore semiportante),e quella posteriore (in cui è alloggiata la trasmissione); il telaio termina immediatamente davanti al ponte posteriore De Dion, in quanto la coda della vettura viene sostenuta a sbalzo; i longheroni inferiori sono sfruttati anche come conduttori di mandata e di rinvio dell’olio. | struttura a traliccio tubolare (tubi di piccolo diametro) con longheroni e traverse, unente la parte anteriore della vettura (che ospita il motore semiportante),e quella posteriore (in cui è alloggiata la trasmissione); il telaio termina immediatamente davanti al ponte posteriore De Dion, in quanto la coda della vettura viene sostenuta a sbalzo; i longheroni inferiori sono sfruttati anche come conduttori di mandata e di rinvio dell’olio. |
| Sterzo | a vite senza fine e settore elicoidale; colonna dello sterzo in tre parti, passante sotto i carburatori e tra le due bancate dei cilindri. | a vite senza fine e settore elicoidale; colonna dello sterzo in tre parti, passante sotto i carburatori e tra le due bancate dei cilindri. | a vite senza fine e settore elicoidale; colonna dello sterzo in tre parti, passante sotto i carburatori e tra le due bancate dei cilindri. | a vite senza fine e settore elicoidale; colonna dello sterzo in tre parti, passante sotto i carburatori e tra le due bancate dei cilindri. | a vite senza fine e settore elicoidale; colonna dello sterzo in tre parti, passante sotto i carburatori e tra le due bancate dei cilindri. |
| Sospensioni | anteriori: a ruote indipendenti, balestra trasversale inferiore (fissata centralmente) e bracci triangolari tubolari superiori ed inferiori. Ammortizzatori idraulici (interni) a cilindro verticale, con bilancieri, biellette verticali e rinvii superiori. I bracci della sospensione sono connessi al motore ed ai longheroni inferiori longitudinali del telaio. / posteriori: a ruote semi-indipendenti del tipo De Dion, con elemento rigido tubolare con nervature di rinforzo; due bracci tubolari di forza longitudinali; guida verticale con feritoia centrale solidale all’assale; balestra trasversale inferiore (fissata centralmente al telaio); ammortizzatori idraulici sistemati verticalmente all’interno del telaio, azionati a mezzo di bilancieri, biellette verticali e rinvii superiori. Il ponte De Dion viene realizzato anche in una variante definita come “tipo alleggerito” in cui l’elemento rigido tubolare è per l’appunto più leggero e dotato di un profilo di rinforzo saldato. | anteriori: a ruote indipendenti, balestra trasversale inferiore (fissata centralmente) e bracci triangolari tubolari superiori ed inferiori. Ammortizzatori idraulici (interni) a cilindro verticale, con bilancieri, biellette verticali e rinvii superiori. I bracci della sospensione sono connessi al motore ed ai longheroni inferiori longitudinali del telaio. / posteriori: a ruote semi-indipendenti del tipo De Dion, con elemento rigido tubolare con nervature di rinforzo; due bracci tubolari di forza longitudinali; guida verticale con feritoia centrale solidale all’assale; balestra trasversale inferiore (fissata centralmente al telaio); ammortizzatori idraulici sistemati verticalmente all’interno del telaio, azionati a mezzo di bilancieri, biellette verticali e rinvii superiori. Il ponte De Dion viene realizzato anche in una variante definita come “tipo alleggerito” in cui l’elemento rigido tubolare è per l’appunto più leggero e dotato di un profilo di rinforzo saldato. | anteriori: a ruote indipendenti, balestra trasversale inferiore (fissata centralmente) e bracci triangolari tubolari superiori ed inferiori. Ammortizzatori idraulici (interni) a cilindro verticale, con bilancieri, biellette verticali e rinvii superiori. I bracci della sospensione sono connessi al motore ed ai longheroni inferiori longitudinali del telaio. / posteriori: a ruote semi-indipendenti del tipo De Dion, con elemento rigido tubolare con nervature di rinforzo; due bracci tubolari di forza longitudinali; guida verticale con feritoia centrale solidale all’assale; balestra trasversale inferiore (fissata centralmente al telaio); ammortizzatori idraulici sistemati verticalmente all’interno del telaio, azionati a mezzo di bilancieri, biellette verticali e rinvii superiori. Il ponte De Dion viene realizzato anche in una variante definita come “tipo alleggerito” in cui l’elemento rigido tubolare è per l’appunto più leggero e dotato di un profilo di rinforzo saldato. | anteriori: a ruote indipendenti, balestra trasversale inferiore (fissata centralmente) e bracci triangolari tubolari superiori ed inferiori. Ammortizzatori idraulici (interni) a cilindro verticale, con bilancieri, biellette verticali e rinvii superiori. I bracci della sospensione sono connessi al motore ed ai longheroni inferiori longitudinali del telaio. / posteriori: a ruote semi-indipendenti del tipo De Dion, con elemento rigido tubolare con nervature di rinforzo; due bracci tubolari di forza longitudinali; guida verticale con feritoia centrale solidale all’assale; balestra trasversale inferiore (fissata centralmente al telaio); ammortizzatori idraulici sistemati verticalmente all’interno del telaio, azionati a mezzo di bilancieri, biellette verticali e rinvii superiori. Il ponte De Dion viene realizzato anche in una variante definita come “tipo alleggerito” in cui l’elemento rigido tubolare è per l’appunto più leggero e dotato di un profilo di rinforzo saldato. | anteriori: a ruote indipendenti, balestra trasversale inferiore (fissata centralmente) e bracci triangolari tubolari superiori ed inferiori. Ammortizzatori idraulici (interni) a cilindro verticale, con bilancieri, biellette verticali e rinvii superiori. I bracci della sospensione sono connessi al motore ed ai longheroni inferiori longitudinali del telaio. / posteriori: a ruote semi-indipendenti del tipo De Dion, con elemento rigido tubolare con nervature di rinforzo; due bracci tubolari di forza longitudinali; guida verticale con feritoia centrale solidale all’assale; balestra trasversale inferiore (fissata centralmente al telaio); ammortizzatori idraulici sistemati verticalmente all’interno del telaio, azionati a mezzo di bilancieri, biellette verticali e rinvii superiori. Il ponte De Dion viene realizzato anche in una variante definita come “tipo alleggerito” in cui l’elemento rigido tubolare è per l’appunto più leggero e dotato di un profilo di rinforzo saldato. |
| Freni | anteriori: a tamburo / posteriori: a tamburo; freni d’esercizio, a pedale, idraulici ed agenti sulle 4 ruote; tamburi alle ruote, alettati; cilindretti a doppio effetto; doppio comando idraulico indipendente; il sistema frenante, messo a punto da Vittorio Jano, arriva a prevedere anche tre ganasce per ruota ed appare piuttosto complicato e fonte di ripetuti problemi in pista; tra il 1954 ed il 1955 il sistema frenante della D50 è stato oggetto di molteplici modifiche; diametro dei tamburi stimato in 35 cm; freno a mano, meccanico, agente sulle ruote posteriori. | anteriori: a tamburo / posteriori: a tamburo; freni d’esercizio, a pedale, idraulici ed agenti sulle 4 ruote; tamburi alle ruote, alettati; cilindretti a doppio effetto; doppio comando idraulico indipendente; il sistema frenante, messo a punto da Vittorio Jano, arriva a prevedere anche tre ganasce per ruota ed appare piuttosto complicato e fonte di ripetuti problemi in pista; tra il 1954 ed il 1955 il sistema frenante della D50 è stato oggetto di molteplici modifiche; diametro dei tamburi stimato in 35 cm; freno a mano, meccanico, agente sulle ruote posteriori. | anteriori: a tamburo / posteriori: a tamburo; freni d’esercizio, a pedale, idraulici ed agenti sulle 4 ruote; tamburi alle ruote, alettati; cilindretti a doppio effetto; doppio comando idraulico indipendente; il sistema frenante, messo a punto da Vittorio Jano, arriva a prevedere anche tre ganasce per ruota ed appare piuttosto complicato e fonte di ripetuti problemi in pista; tra il 1954 ed il 1955 il sistema frenante della D50 è stato oggetto di molteplici modifiche; diametro dei tamburi stimato in 35 cm; freno a mano, meccanico, agente sulle ruote posteriori. | anteriori: a tamburo / posteriori: a tamburo; freni d’esercizio, a pedale, idraulici ed agenti sulle 4 ruote; tamburi alle ruote, alettati; cilindretti a doppio effetto; doppio comando idraulico indipendente; il sistema frenante, messo a punto da Vittorio Jano, arriva a prevedere anche tre ganasce per ruota ed appare piuttosto complicato e fonte di ripetuti problemi in pista; tra il 1954 ed il 1955 il sistema frenante della D50 è stato oggetto di molteplici modifiche; diametro dei tamburi stimato in 35 cm; freno a mano, meccanico, agente sulle ruote posteriori. | anteriori: a tamburo / posteriori: a tamburo; freni d’esercizio, a pedale, idraulici ed agenti sulle 4 ruote; tamburi alle ruote, alettati; cilindretti a doppio effetto; doppio comando idraulico indipendente; il sistema frenante, messo a punto da Vittorio Jano, arriva a prevedere anche tre ganasce per ruota ed appare piuttosto complicato e fonte di ripetuti problemi in pista; tra il 1954 ed il 1955 il sistema frenante della D50 è stato oggetto di molteplici modifiche; diametro dei tamburi stimato in 35 cm; freno a mano, meccanico, agente sulle ruote posteriori. |
| Pneumatici | Pirelli; le misure variano in funzione degli impieghi: davanti sono in genere 5.50x16 oppure 6.00x16, dietro sono 6.50x16 oppure 7.00x16 / Cerchi: Borrani a raggi tangenti con cerchio da 16” con attacco centrale a dado alettato. | Pirelli; le misure variano in funzione degli impieghi: davanti sono in genere 5.50x16 oppure 6.00x16, dietro sono 6.50x16 oppure 7.00x16 / Cerchi: Borrani a raggi tangenti con cerchio da 16” con attacco centrale a dado alettato. | Pirelli; le misure variano in funzione degli impieghi: davanti sono in genere 5.50x16 oppure 6.00x16, dietro sono 6.50x16 oppure 7.00x16 / Cerchi: Borrani a raggi tangenti con cerchio da 16” con attacco centrale a dado alettato. | Pirelli; le misure variano in funzione degli impieghi: davanti sono in genere 5.50x16 oppure 6.00x16, dietro sono 6.50x16 oppure 7.00x16 / Cerchi: Borrani a raggi tangenti con cerchio da 16” con attacco centrale a dado alettato. | Pirelli; le misure variano in funzione degli impieghi: davanti sono in genere 5.50x16 oppure 6.00x16, dietro sono 6.50x16 oppure 7.00x16 / Cerchi: Borrani a raggi tangenti con cerchio da 16” con attacco centrale a dado alettato. |
| Prestazioni dichiarate | | | | | |
| Velocità: in V marcia con il rapporto di riduzione meno rapportato, circa 290 km/h nella versione iniziale e circa 300 km/h nella versione più potente; velocità massime nelle varie marce: I=100 km/h; II=140 km/h; III=190 km/h; IV=250 km/h; V=290-300 km/h km/h | Velocità: in V marcia con il rapporto di riduzione meno rapportato, circa 290 km/h nella versione iniziale e circa 300 km/h nella versione più potente; velocità massime nelle varie marce: I=100 km/h; II=140 km/h; III=190 km/h; IV=250 km/h; V=290-300 km/h km/h | Velocità: in V marcia con il rapporto di riduzione meno rapportato, circa 290 km/h nella versione iniziale e circa 300 km/h nella versione più potente; velocità massime nelle varie marce: I=100 km/h; II=140 km/h; III=190 km/h; IV=250 km/h; V=290-300 km/h km/h | Accelerazione: | Accelerazione: | Accelerazione: |
| Altro | | | | | |
| Lubrificazione | forzata, a carter secco, con serbatoio olio nel “pontone” laterale sinistro; nella successiva versione D50A il radiatore dell’olio è anteriore e, doppio, sulle fiancate. | forzata, a carter secco, con serbatoio olio nel “pontone” laterale sinistro; nella successiva versione D50A il radiatore dell’olio è anteriore e, doppio, sulle fiancate. | forzata, a carter secco, con serbatoio olio nel “pontone” laterale sinistro; nella successiva versione D50A il radiatore dell’olio è anteriore e, doppio, sulle fiancate. | forzata, a carter secco, con serbatoio olio nel “pontone” laterale sinistro; nella successiva versione D50A il radiatore dell’olio è anteriore e, doppio, sulle fiancate. | forzata, a carter secco, con serbatoio olio nel “pontone” laterale sinistro; nella successiva versione D50A il radiatore dell’olio è anteriore e, doppio, sulle fiancate. |
| Trasmissione | albero di trasmissione sdoppiato, (qualche fonte riporta “in un solo pezzo” ma il dato è estremamente improbabile) con supporto intermedio, passante rasente il sedile del pilota ; l’albero, alla sua estremità posteriore, porta un ingranaggio conico che trasmette la potenza alla ruota conica del gruppo frizione/cambio/differenziale; frizione,cambio (trasversale) e differenziale in gruppo unico disposto al retrotreno; gruppo frizione/cambio/differenziale costituito da un’unica grossa scatola fissata al telaio immediatamente davanti all’assale delle ruote posteriori; comando di trascinamento del differenziale derivato a metà circa della lunghezza dell’albero condotto del cambio (pertanto la trasmissione di potenza dal cambio al differenziale viene effettuata con una semplice coppia di normali ruote dentate cilindriche che possono variare per aumentare o ridurre il rapporto): il moto viene trasmesso dal differenziale alle ruote mediante due alberi trasversali cardanici (avente ciascuno due giunti snodati alle estremità e un giunto d’allungamento); differenziale autobloccante della tedesca ZF. | albero di trasmissione sdoppiato, (qualche fonte riporta “in un solo pezzo” ma il dato è estremamente improbabile) con supporto intermedio, passante rasente il sedile del pilota ; l’albero, alla sua estremità posteriore, porta un ingranaggio conico che trasmette la potenza alla ruota conica del gruppo frizione/cambio/differenziale; frizione,cambio (trasversale) e differenziale in gruppo unico disposto al retrotreno; gruppo frizione/cambio/differenziale costituito da un’unica grossa scatola fissata al telaio immediatamente davanti all’assale delle ruote posteriori; comando di trascinamento del differenziale derivato a metà circa della lunghezza dell’albero condotto del cambio (pertanto la trasmissione di potenza dal cambio al differenziale viene effettuata con una semplice coppia di normali ruote dentate cilindriche che possono variare per aumentare o ridurre il rapporto): il moto viene trasmesso dal differenziale alle ruote mediante due alberi trasversali cardanici (avente ciascuno due giunti snodati alle estremità e un giunto d’allungamento); differenziale autobloccante della tedesca ZF. | albero di trasmissione sdoppiato, (qualche fonte riporta “in un solo pezzo” ma il dato è estremamente improbabile) con supporto intermedio, passante rasente il sedile del pilota ; l’albero, alla sua estremità posteriore, porta un ingranaggio conico che trasmette la potenza alla ruota conica del gruppo frizione/cambio/differenziale; frizione,cambio (trasversale) e differenziale in gruppo unico disposto al retrotreno; gruppo frizione/cambio/differenziale costituito da un’unica grossa scatola fissata al telaio immediatamente davanti all’assale delle ruote posteriori; comando di trascinamento del differenziale derivato a metà circa della lunghezza dell’albero condotto del cambio (pertanto la trasmissione di potenza dal cambio al differenziale viene effettuata con una semplice coppia di normali ruote dentate cilindriche che possono variare per aumentare o ridurre il rapporto): il moto viene trasmesso dal differenziale alle ruote mediante due alberi trasversali cardanici (avente ciascuno due giunti snodati alle estremità e un giunto d’allungamento); differenziale autobloccante della tedesca ZF. | albero di trasmissione sdoppiato, (qualche fonte riporta “in un solo pezzo” ma il dato è estremamente improbabile) con supporto intermedio, passante rasente il sedile del pilota ; l’albero, alla sua estremità posteriore, porta un ingranaggio conico che trasmette la potenza alla ruota conica del gruppo frizione/cambio/differenziale; frizione,cambio (trasversale) e differenziale in gruppo unico disposto al retrotreno; gruppo frizione/cambio/differenziale costituito da un’unica grossa scatola fissata al telaio immediatamente davanti all’assale delle ruote posteriori; comando di trascinamento del differenziale derivato a metà circa della lunghezza dell’albero condotto del cambio (pertanto la trasmissione di potenza dal cambio al differenziale viene effettuata con una semplice coppia di normali ruote dentate cilindriche che possono variare per aumentare o ridurre il rapporto): il moto viene trasmesso dal differenziale alle ruote mediante due alberi trasversali cardanici (avente ciascuno due giunti snodati alle estremità e un giunto d’allungamento); differenziale autobloccante della tedesca ZF. | albero di trasmissione sdoppiato, (qualche fonte riporta “in un solo pezzo” ma il dato è estremamente improbabile) con supporto intermedio, passante rasente il sedile del pilota ; l’albero, alla sua estremità posteriore, porta un ingranaggio conico che trasmette la potenza alla ruota conica del gruppo frizione/cambio/differenziale; frizione,cambio (trasversale) e differenziale in gruppo unico disposto al retrotreno; gruppo frizione/cambio/differenziale costituito da un’unica grossa scatola fissata al telaio immediatamente davanti all’assale delle ruote posteriori; comando di trascinamento del differenziale derivato a metà circa della lunghezza dell’albero condotto del cambio (pertanto la trasmissione di potenza dal cambio al differenziale viene effettuata con una semplice coppia di normali ruote dentate cilindriche che possono variare per aumentare o ridurre il rapporto): il moto viene trasmesso dal differenziale alle ruote mediante due alberi trasversali cardanici (avente ciascuno due giunti snodati alle estremità e un giunto d’allungamento); differenziale autobloccante della tedesca ZF. |

## L'attività sportiva
L'attività sportiva della D50 va suddivisa in tre periodi: nel primo, che va dall'ottobre 1954 al giugno 1955, si può parlare di un prodotto Lancia iscritto e partecipante alle competizioni (nella fattispecie Gran Premi di Formula 1) a nome della Casa stessa, come Scuderia Lancia; un secondo breve periodo, dall'agosto al settembre 1955, vede le vetture D50, praticamente immutate, partecipare a due Gran Premi (a Monza, limitatamente alle prove, e ad Oulton Park) a nome della Scuderia Ferrari; nel 1956 invece le D50, che correranno per la scuderia modenese, riceveranno modifiche via via più sostanziali che la differenzieranno nettamente da quello che era il progetto iniziale.
Il bilancio del primo periodo è così sintetizzabile: tra il 24 ottobre 1954 ed il 5 giugno 1955 le D50 partecipano a sette Gran Premi, quattro dei quali aventi validità per il campionato mondiale di Formula 1; nei quattro Gran Premi titolati, partono 10 D50 che ottengono 3 pole position, un secondo posto, un quinto posto ed un sesto posto (tutti al Gran Premio di Monaco 1955) e la bellezza di 7 ritiri (4 per guasti meccanici, 3 per uscite di strada od incidenti). Più positivi i risultati ottenuti nelle tre gare minori, dove troviamo 8 D50 partite, con due vittorie, un secondo posto, due terzi posti, due quarti posti, un quinto posto e nessun ritiro. Completano il quadro 3 pole ed un giro più veloce in gara.

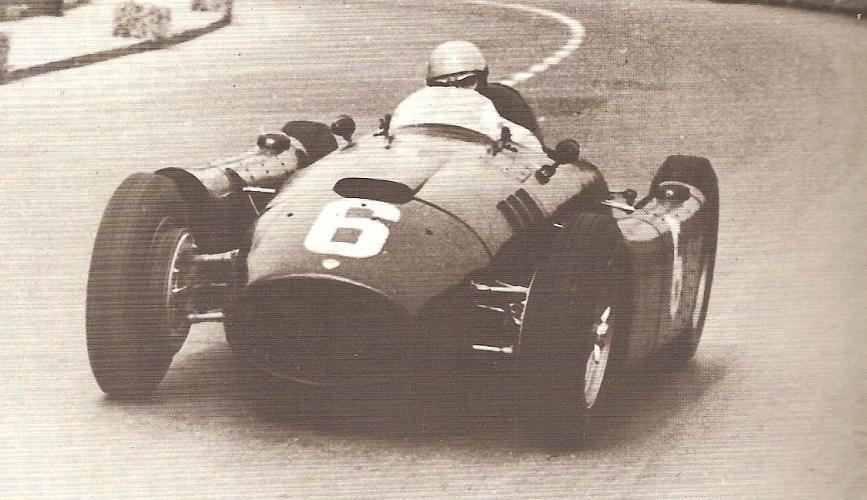
La Lancia D50 nella sua veste "originale" con Alberto Ascari al volante durante la disputa del Gran Premio del Valentino nel marzo 1955; i serbatoi laterali sono visibilmente staccati dal corpo vettura

Il secondo periodo include due sole corse: il Gran Premio d'Italia 1955 dove tre D50 prendono parte alle prove (ottenendo comunque un 4°, un 5° ed un 8º posto) ma non si allineano al via per motivi legati alla marca di pneumatici da impiegare, e la Gold Cup ad Oulton Park, un Gran Premio non titolato dove le due D50, iscritte ormai dalla Scuderia Ferrari, ottengono la pole nonché un secondo ed un settimo posto.
Nella stagione 1956 le D50, ormai a tutti gli effetti delle vere e proprie Ferrari, si presentano sin dal primo Gran Premio con parecchie variazioni all'attivo: a parte un discreto incremento della potenza del motore (che a fine stagione arriverà ad erogare 290 hp), modifiche interessano anche un po' tutti gli organi meccanici (irrobustimento del telaio, sospensione anteriore con nuova barra stabilizzatrice, ponte De Dion rinforzato) ma la differenza più grande sta nel ruolo assegnato ai serbatoi laterali, che ormai assolvono quasi soltanto a funzioni aerodinamiche perché il vero serbatoio del carburante è sistemato in coda alla vettura ed i due pontoni laterali fungono semplicemente da serbatoi supplementari di riserva (tanto è vero che sono attraversati dagli scarichi laterali).
Nel corso dell'anno, tra le numerose variazioni di particolari costruttivi, sono da segnalare quella dei valori di alesaggio e corsa (che diventano di mm 76,00 e 68,50 rispettivamente, per una cilindrata di cm³ 2485,98) e un ulteriore sviluppo riguardante i serbatoi laterali, che ormai non sono più staccati dal corpo vettura ma ne fanno parte integrante: questa evidente innovazione si osserva per la prima volta sulla vettura di Fangio al Gran Premio di Siracusa in aprile. Da sottolineare che, già al Gran Premio d'Italia 1956 di settembre, alle ex Lancia viene assegnata la denominazione “Tipo 801” (che sta per 8 cilindri-Formula 1).

La Ferrari-Lancia Tipo 801 del 1957, ormai priva di serbatoi laterali; nell'immagine appare Enzo Ferrari.

In ogni caso nel 1956 questa D50 in continua evoluzione, coglie numerosissimi allori e consente a Juan Manuel Fangio di laurearsi per la quarta volta Campione del Mondo.
Nelle sette prove del campionato mondiale di Formula 1 del 1956, queste Ferrari-Lancia ottengono, quali migliori risultati, cinque vittorie (Argentina, Belgio, Francia, Gran Bretagna e Germania) e due piazze d'onore (Monaco e Italia), eccellendo anche nelle prove, dove si aggiudicano 6 pole ed un secondo miglior tempo (sempre per merito di Fangio).
In gara, in quattro dei sette Gran Premi, le Ferrari-Lancia segnano il giro più veloce; in quello stesso 1956 partecipano anche ad altre corse di minore importanza, non titolate: Fangio si aggiudica il Gran Premio di Buenos Aires ed il Gran Premio di Siracusa, mentre in altre due occasioni (International Trophy e Gran Premio di Napoli) entrambe le D50 che si presentano al via sono costrette al ritiro.
Per il 1957 ulteriori modifiche, tra cui l'adozione di un nuovo telaio e la totale eliminazione dei serbatoi laterali, stravolge la D50 (ormai ribattezzata definitivamente tipo 801), che ormai è solo parente (anche se stretta) della versione originale Lancia. Per completezza d'informazione, occorre dire che ancora nel 1957 sono stati talvolta impiegati esemplari nella versione dell'anno precedente (quella cioè avente i serbatoi laterali integrati nella scocca).

### Stagione 1954

#### Gran Premio di Spagna
Spagna, 24 ottobre, XII Gran Premio di Spagna
23 ottobre 1954: A Barcellona, la squadra Lancia al gran completo si presenta alla seduta di prove ufficiali con due vetture, la #0001 per Alberto Ascari e la #0002 per Luigi Villoresi; una terza D50, la #0003, ha funzioni di "muletto". Rispetto alla primissima versione, la modifica esteriore più appariscente è la grossa presa d'aria praticata sul serbatoio laterale sinistro. La D50 di Alberto Ascari fa la pole position in 2'18” 1/10. Juan Manuel Fangio con la Mercedes W196 prova e riprova ma alla fine è di 1” più lento. La Ferrari “553” di Mike Hawthorn e la Maserati 250F di Harry Schell segnano lo stesso tempo, il terzo, ma sono staccate dalla Lancia di ben 2 secondi e mezzo. Luigi Villoresi, con la seconda D50, è in seconda fila con il quinto tempo. Nel corso delle prove, alla Lancia si sperimentano continue modifiche, alla ricerca delle prestazioni e, soprattutto, dell'affidabilità: sulla vettura di Luigi Villoresi viene anche montato un nuovo motore (D50A) da 2477,29 cm³ (alesaggio mm 74,00 e corsa mm 72,00), ma per la gara si rimonta il normale da 2485,99 cm³ di cilindrata (alesaggio mm 76,00 e corsa mm 68,50). La prima fila vede dunque allineate quattro macchine di quattro marche diverse, nell'ordine la Lancia “D50” di Ascari, la Mercedes “W196” di Fangio, la Ferrari “553” di Hawthorn e la Maserati “250F” di Schell. Nomi altrettanto prestigiosi occupano la seconda fila: Luigi Villoresi con la seconda delle Lancia “D50” e le due Maserati “250F” di Stirling Moss e Luigi Musso.

Una delle prime apparizioni dell'emblema della Scuderia Lancia, l'elefantino al galoppo

Il Gran Premio di Spagna è l'ultimo della stagione, ma si lotta solo per la vittoria in quanto il titolo mondiale risulta già assegnato a Juan Manuel Fangio con la Mercedes. Al via scatta bene la Maserati di Schell, che si porta in testa, seguita dalla Lancia di Ascari. Al termine del 2º giro, le posizioni sono: Schell (Maserati), Ascari (Lancia), Hawthorn e Trintignant (Ferrari), Fangio (Mercedes) e Moss (Maserati). Villoresi è attardato e completa soltanto due giri per problemi ai freni, poi si ritira (qualche fonte parla anche di problemi ai supporti di banco del motore). Al 3º giro Ascari compie il giro più veloce della giornata, sorpassa Schell e si porta al comando con autorità, incrementando il vantaggio giro dopo giro. Al completamento della nona tornata il margine della Lancia di Ascari sulla Maserati di Schell è ormai di una ventina di secondi, ma nel corso del 10º giro sulla D50 si manifestano gravi problemi alla frizione, dove si verifica un trafilaggio di olio che costringe anche Ascari alla resa. Si accerterà poi che il trafilaggio d'olio è probabilmente derivato da un difetto di produzione della scatola della trasmissione.
Dopo il ritiro della D50 di Ascari, in testa si alternano la Maserati di Schell e la Ferrari di Trintignant, tallonati dalla Ferrari di Hawthorn e, più a distanza, dalla Mercedes di Fangio. Poi Schell si ritira, Trintignant è costretto a rallentare e al comando passa Hawthorn, che è sempre seguito da Fangio; terzo Luigi Musso. Nel finale, la Mercedes di Fangio accusa un notevole surriscaldamento del motore (dovuto a fogli di giornale che hanno ostruito la presa d'aria di raffreddamento) e deve rallentare notevolmente, cedendo il posto d'onore proprio a Luigi Musso.
| Partecipazione Lancia: 3 vetture |
| --- |
| - Prima vettura: Ascari Alberto (Lancia D50 #0001) - Numero di gara 34 - Prove: miglior tempo (pole position) in 2'18"1/10, media Km/h 164,645 - Risultato gara: ritirato al 10º giro per problemi alla frizione – Segna il giro più veloce (3º giro) in 2'20” 4/10 media Km/h 161,948 - Seconda vettura: Villoresi Luigi (Lancia D50#0002) - Numero di gara 36 - Prove: 5º tempo (2'21" a 2"9/10 dalla "pole") - Risultato gara: ritirato al 3º giro per problemi ai freni (qualche fonte parla anche di problemi legati al motore) - Terza vettura: la D50#0003 ha funzioni di "muletto". |

Questa la classifica completa della corsa sul circuito di Pedralbes a Barcellona di km 6,316 per giro (80 giri, percorso totale Km 505,280-partenti 21-ritirati 12-arrivati 9- non classificati 1-classificati 8):
1. [#38] Mike Hawthorn (Ferrari 553 F1) 3h13'52” 1/10, media Km/h 156,378
2. [#14] Luigi Musso (Maserati 250F) 3h15'05” 3/10 (distacco 1'13” 2/10)
3. [#2] Juan Manuel Fangio (Mercedes-Benz W196) 3h14'17” 8/10 ad 1 giro
4. [#10] Roberto Mieres (Maserati 250F) 3h15'23” 6/10 ad 1 giro
5. [#4] Karl Kling (Mercedes Benz W196) 3h15'47” 4/10 ad 1 giro
6. [#16] Francisco Godia-Sales (Maserati 250F) 3h14'42” 3/10 a 4 giri
7. [#26] Louis Rosier (Maserati 250F) 3h14'03” 5/10 a 6 giri
8. [#28] Ken Wharton (Maserati 250F) 3h14'42” a 6 giri
9. (ma non classificato) [#18] Birabongse Bhanuban “Bira” (Maserati 250F) a 12 giri

Il giro più veloce è stato il 3° di Alberto Ascari (Lancia D50) in 2'20” 4/10, media Km/h 161,948, la pole position è stata sempre di Ascari in 2'18” 1/10, media di km/h 164,645

### Stagione 1955

#### Gran Premio d'Argentina
Argentina, 16 gennaio, III Gran Premio della Repubblica Argentina
Dopo il Gran Premio di Spagna, in Lancia si decide di aumentare la capacità dei serbatoi della D50, portandola a 200 litri, valore ritenuto necessario per poter completare un Gran Premio senza la necessità di dover sostare al box per il rifornimento. I tre alfieri della casa, Alberto Ascari, Luigi Villoresi ed il giovane Eugenio Castellotti al debutto, compiono, tra novembre e dicembre 1954, molti test ad Ospedaletti ed a Monza, assistiti dal collaudatore Giuseppe Navone. Ad Ospedaletti, sul circuito da 3,38 km., Ascari segna il nuovo record sul giro (1'46,8”) ma anche Castellotti e Villoresi ottengono ottimi tempi. Qualche modifica interessa i freni (che continuano a dare problemi) e le sospensioni. Il 3 gennaio 1955, in una mattinata fredda e nevosa, la squadra Lancia si imbarca alla volta dell'Argentina su un aereo DC-6 all'uopo noleggiato. Oltre a 5 vetture ed ai numerosi ricambi, si imbarcano i tre piloti, una nutrita squadra di meccanici e lo stesso ingegner Gianni Lancia. La signora Adele Lancia Miglietti, Presidente in carica, si reca all'aeroporto per salutare il figlio e con lui tutta la squadra. Inutile dire che, malgrado qualche apprensione, in casa Lancia si è molto fiduciosi e si conta su un risultato di rilievo. Il programma prevede la partecipazione al Gran Premio d'Argentina ma anche, due settimane dopo, al non titolato Gran Premio Città di Buenos Aires che si disputa a “formula libera” ed a cui possono dunque partecipare le monoposto di Formula 1.
A Buenos Aires è estate, e le temperature sono elevatissime. Appena le macchine scendono in pista per le prime prove, per le D50 cominciano i guai, soprattutto a causa dell'impianto frenante, che provoca repentini ed imprevedibili bloccaggi delle ruote. Anche Alberto Ascari, proverbiale per la sua guida pulita, compie testacoda a ripetizione. Si tenta la strada di un assetto più morbido, ma il miglioramento è quasi inavvertibile. I motori, d'altro canto, ruotano invece senza problemi fino a 8500 giri al minuto. Nelle prove ufficiali, Alberto Ascari spreme ciò che può dalla sua D50 ma la pole va alla Ferrari di José Froilán González. Ascari segna un tempo di mezzo secondo superiore ed è in seconda posizione, affiancato da Juan Manuel Fangio su Mercedes, quarta la Maserati di Jean Behra. Le altre due D50 partono da posizioni più arretrate: Luigi Villoresi è in terza fila con l'undicesimo tempo, proprio davanti al debuttante Eugenio Castellotti che si trova però relegato in quarta fila. Il caldo è notevole, la temperatura ambiente è attorno ai 40° e gli abitacoli sono davvero infuocati. La Mercedes di Juan Manuel Fangio è la più lesta al via e si porta in testa, seguita dalla Ferrari di Gonzalez e dalla D50 di Ascari. Al 3º giro inaugura la serie dei ritiri delle Lancia la D50 di Villoresi, che accusa la rottura dei condotti del carburante. Al termine del quarto giro, Gonzalez forza l'andatura e supera Fangio, mantenendo il comando fino al 10º giro. In questa fase, anche Ascari supera Fangio, cosicché al termine del 10º giro abbiamo questa situazione: 1° Gonzalez (Ferrari), 2° Ascari (Lancia) a 1” 9/10, 3° Fangio (Mercedes) a 3” 8/10 e 4° Moss (Mercedes) a 9” 9/10. Eugenio Castellotti prosegue attardatissimo, anche perché sofferente a causa dell'elevata temperatura. All'11º giro, Ascari supera Gonzalez e si porta al primo posto, ma la macchina è davvero indomabile, la tenuta di strada e la stabilità sono precarie ed il pilota è costretto a vere e proprie acrobazie per tenere in pista la macchina. Frattanto, al 16º giro, Eugenio Castellotti, vittima di una insolazione, non riesce a proseguire, si ferma al box e cede la sua vettura all'appiedato Villoresi. Non sarà che uno dei numerosissimi avvicendamenti di piloti alla guida di una macchina: a causa del caldo, infatti, soltanto Juan Manuel Fangio e Roberto Mieres riusciranno stoicamente a completare il Gran Premio senza farsi dare cambi. La D50 di Ascari riesce con un po' di fatica a mantenere la testa e la situazione, al termine di 20 giri, lo vede al primo posto con circa 2” di margine su Gonzalez e 13” su Fangio. Ma arriva il fatale 22º giro, allorché Ascari finisce fuori di strada dopo un testa coda: la vera ragione della piroetta non sarà mai accertata, dal momento che se la versione semi-ufficiale parla di una macchia d'olio, molti propendono a credere che la causa risieda nell'estrema instabilità della D50. Villoresi dopo aver rilevato la D50 attardatissima di Castellotti tenta faticosamente un recupero, che viene però interrotto al 36º giro, quando a sua volta esce di strada. A poco più di un terzo di gara, ecco dunque che tutte e tre le Lancia sono fuori gioco. Il Gran Premio prosegue con Fangio che percorre in testa l'ultima metà di gara aggiudicandosi la corsa con 1 minuto e mezzo di vantaggio sulla Ferrari di Gonzalez, condotta anche da Nino Farina e da Maurice Trintignant, e addirittura due (o più) giri sugli altri cinque equipaggi superstiti.
| Partecipazione Lancia: 5 vetture |
| --- |
| - Prima vettura: Ascari Alberto (Lancia D50 #0002) - Numero di gara 32 - Prove: 2º tempo (1'43"6/10 a 5/10 dalla "pole") - Risultato gara: ritirato al 22º giro per uscita di strada - Seconda vettura: Villoresi Luigi (Lancia D50#0004) - Numero di gara 34 – Prove: 11º tempo (1'45"2/10, a 2"1/10 dalla "pole") – Risultato gara: ritirato al 3º giro per rottura dei condotti del carburante – Al 16º giro prende il volante della Lancia D50#0005 con numero di gara 36 fin lì condotta da Eugenio Castellotti (che ha abbandonato la guida causa una insolazione) ma al 36º giro si ritira per uscita di strada. - Terza vettura: Castellotti Eugenio (Lancia D50#0005) – Numero di gara 36 – Prove: 12º tempo (1'45"3/10, a 2"2/10 dalla "pole") – Risultato gara: al 16º giro, causa una insolazione, si ferma al box e cede la guida a Luigi Villoresi. - Quarta vettura: La Lancia D50 #0003 ha funzioni di “muletto”. - Quinta vettura: poiché la stampa dell'epoca riporta che dall'aeroporto di Torino sono state imbarcate 5 vetture, molto probabilmente la D50#0001 è stata portata in Argentina ma non è mai stata utilizzata, né in prova né tanto meno in gara. |

Questa la classifica completa della corsa sul circuito di Buenos Aires da 3,912 km (96 giri, percorso totale Km 375,586 -partenti 21-ritirati 14-arrivati 7- non classificati 1-classificati 6):
1. [#2] Juan Manuel Fangio (Mercedes-Benz W196) in 3h00'38” 6/10 alla media di km/h 124,749
2. [#12] Froilan Gonzales/Maurice Trintignant/Nino Farina (Ferrari 625 F1) 3h02'08” 2/10 (distacco 1'29” 6/10)
3. [#10] Nino Farina/Umberto Maglioli/Maurice Trintignant (Ferrari 625) 3h01'35” 7/10 a 2 giri.
4. [#8] Hans Herrmann/Karl Kling/Stirling Moss (Mercedes W196) 3h01'51” 6/10 a 2 giri.
5. [#18] Roberto Mieres (Maserati 250F) 3h02'03” 3/10 a 5 giri.
6. [#28] Harry Schell/Jean Behra (Maserati 250F) 3h03'43” 4/10 a 8 giri.
7. (ma non classificati) [#22] Luigi Musso/Sergio Mantovani (Maserati 250F) 3h01'12” 7/10 a 13 giri.

Il Giro più veloce è stato il 45° di [#2] Juan Manuel Fangio(Mercedes W196) 1'48” 3/10, media Km/h 130,050. La pole position è stata di Froilan Gonzales (Ferrari 625) 1'43” 1/10, media Km/h 136,610

#### Gran Premio del Valentino
Italia, 27 marzo, VII Gran Premio del Valentino
La disfatta di Buenos Aires naturalmente demoralizza la squadra e Gianni Lancia decide di far armi e bagagli e rientrare anticipatamente in Italia, saltando la partecipazione al successivo (e non titolato) Gran Premio Città di Buenos Aires. Formalmente la decisione è imputata al fatto che le vetture uscite di strada non sono facilmente riparabili in loco, anche se è probabile che il reale motivo del rientro sia invece la constatazione della ancora insufficiente messa a punto della D50, che avrebbe potuto emergere anche in questo secondo Gran Premio compromettendo ancor più gravemente l'immagine Lancia.
Subito dopo il ritorno in patria, tecnici e collaudatori si mettono ovviamente all'opera per tentare di porre rimedio alle carenze di tenuta di strada e di frenata di cui già si era consapevoli ma che sono emerse tanto vistosamente a Buenos Aires. Freni e sospensioni vengono modificati, talvolta tornando alle regolazioni iniziali. Viene anche presa seriamente in considerazione l'ipotesi di rinunciare ai serbatoi laterali, ma alla fine non se ne fa nulla, anche perché una tale modifica avrebbe imposto la completa revisione del progetto. Anche il motore è oggetto di miglioramenti, che incrementano la potenza fino a superare la soglia dei 260 HP.

Un quartetto d'eccezione in una pausa delle prove del Gran Premio del Valentino: da sinistra, nell'ordine, Luigi Villoresi, Alberto Ascari, Eugenio Castellotti e Vittorio Jano

In vista della partecipazione al Gran Premio di casa in programma per il 27 marzo lungo i viali del famoso parco torinese del Valentino, i motori delle tre D50 destinate a correre vengono però opportunamente messi a punto secondo le necessità imposte dal circuito (di tipo cittadino, quindi non velocissimo) per cui si privilegia la coppia motrice piuttosto che la potenza massima. Nelle vetture portate sul circuito si nota una modifica (ampliamento) nella presa d'aria sul cofano motore.
Il Gran Premio del Valentino non ha validità mondiale e la Mercedes è assente. Sono però in lizza tanto le Ferrari quanto le Maserati, che partecipano in veste ufficiale, affiancate da qualche macchina assistita ma iscritta privatamente. Le vetture che partecipano alle prove sono 16, di cui 11 ufficiali (5 Maserati, 3 Lancia e 3 Ferrari) e 5 private (3 Ferrari e 2 Maserati). Nel corso delle prove, nella mattinata di sabato 26 marzo, il giovane astro nascente Sergio Mantovani è vittima con la sua Maserati di un gravissimo incidente che gli costa l'amputazione di una gamba e la conseguente fine della carriera.

Una fase del duello tra la Maserati di Musso (che al momento è in testa) e la D50 inseguitrice di Ascari

Al termine delle prove ufficiali, le Lancia appaiono ben piazzate: Alberto Ascari ha il miglior tempo, mentre Luigi Villoresi ed Eugenio Castellotti si ritrovano in terza fila con il 6º e l'8º tempo rispettivamente. Assai veloci si dimostrano, nell'occasione, le Maserati, con Jean Behra (che spicca un tempo molto vicino a quello di Ascari) e Luigi Musso, che completano la prima fila dello schieramento. Alla partenza, il più efficace è Musso, che si porta in testa e guida un gruppetto composto da quattro vetture, tre Maserati (Luigi Musso, Roberto Mières e Jean Behra) e la Lancia di Ascari. Al 5º giro, Behra segna il giro più veloce della corsa e qualche giro dopo supera Mières, imitato da Ascari, che riesce anche ad avere la meglio su Behra ed a portarsi così in seconda posizione. Castellotti sta correndo molto bene nelle immediate retrovie ma urta leggermente un marciapiedi e si ferma prudenzialmente al box per far verificare che non vi siano conseguenze, perdendo molte posizioni. Villoresi marcia invece, veloce ma regolare, in settima posizione, duellando con le Ferrari di Maurice Trintignant e di Nino Farina. Al 10º giro la classifica è: 1° Musso (Maserati), seguito a poco più di 5” da tre vetture vicinissime tra loro (Ascari a 5” 4/5, Behra a 6”, Mières a 6” 3/5) e, un poco più attardato (poco più di 20” da Musso), un altro gruppetto composto dalle Ferrari di Trintignant e Farina e dalla Lancia di Villoresi. Castellotti, dopo l'imprevista sosta al box, è 10° staccato di quasi 50”. Al 13º giro si ritira la Maserati di Behra. Il distacco tra Musso ed Ascari diminuisce, Farina si ferma al box per un problema al cambio e perde posizioni, mentre Villoresi riesce ad avere la meglio sulla Ferrari di Trintignant.
Al 20º giro, Musso è ancora in testa, ma Ascari incalza ad 1”, Mières è terzo a 11”, Villoresi quarto a 34”, tallonato da Trintignant. Frenato da alcuni concorrenti da doppiare, Musso è raggiunto da Ascari e, forse per un guasto all'impianto di lubrificazione o forse per un errore di guida, esce di strada e lascia via libera ad Ascari, che mantiene il comando fino al termine dei 90 giri. A metà gara, comunque, troviamo Ascari al comando, Mières secondo, Villoresi terzo (staccato però di circa 1 minuto dal leader), sempre tallonato da Trintignant. Castellotti che monta il motore meno potente tra i tre montati sulle D50, si trova ora in quinta posizione e viene doppiato da Ascari. Al 66º giro Castellotti, sulla scia di Ascari, supera Trintignant e si porta al 4º posto. La graduatoria dei primi (Ascari, Mières, Villoresi e Castellotti) non muta più e nella classifica finale ritroviamo il quartetto nello stesso ordine, con Castellotti che si sdoppia da Ascari grazie ad un compiacente rallentamento del bi-campione del mondo.
Finalmente la D50 ha fornito una prestazione più che convincente, vincendo la corsa (è la sua prima affermazione), portando tutte e tre le macchine al traguardo e ottenendo, oltre alla vittoria, due piazzamenti più che onorevoli (un 3° ed un 4º posto). Peccato solo per l'assenza della Mercedes, che se da un lato avrebbe potuto guastare la festa Lancia, dall'altro avrebbe permesso alla casa torinese di misurarsi con l'avversaria ritenuta più forte.
| Partecipazione Lancia: 4 vetture |
| --- |
| - Prima vettura: Ascari Alberto (Lancia D50 #0004) - Numero di gara 6 - Prove: miglior tempo (pole position) in 1'42” alla media di km/h 148,235 – Risultato gara: vince la corsa in 2h40'21” 1/5 alla media di km/h 141,437 - Seconda vettura: Villoresi Luigi (Lancia D50#0003) – Numero di gara 30 – Prove: 6º tempo (1'44” 2/5 a 2” 2/5 dalla “pole”) – Risultato gara: 3º assoluto - Terza vettura: Castellotti Eugenio (Lancia D50#0005) – Numero di gara 22 – Prove: 8º tempo (1'44” 4/5, a 2” 4/5 dalla “pole”) – Risultato gara: 4º assoluto - Quarta vettura: La Lancia D50 #0002 ha funzioni di “muletto”. |

Questa la classifica completa della corsa circuito al Parco del Valentino di Torino, di km 4,200 (90 giri, percorso totale Km 378,000 -partenti 15-ritirati 6-arrivati 9- non classificati 4-classificati 5)
1. 1.[#6] Alberto Ascari (Lancia D50) 2h40'21” 1/5, media Km/h 141,437
2. [#32] Roberto Mieres (Maserati 250F) 2h40'48” 3/5 (distacco 27” 2/5)
3. [#30] Luigi Villoresi (Lancia D50) 2h42'05” 4/5 (distacco 1'44” 3/5)
4. [#22] Eugenio Castellotti (Lancia D50) 2h42'06” (distacco 1'44” 4/5)
5. [#20] Harry Schell (Ferrari 625 F1) 2h40'53” a 3 giri
6. (ma non classificato) [#36] Louis Rosier (Maserati 250F) a 11 giri
7. (ma non classificato) [#26] Berardo Taraschi (Ferrari 166 Formula 2) a 11 giri
8. (ma non classificato) [#18] Maurice Trintignant (Ferrari 625) a 15 giri (ritirato al 76º giro)
9. (ma non classificato) [#14] Birabongse Bhanuban (Maserati 250F) a 24 giri

Il Giro più veloce è stato il 5° di [#8] Jean Behra (Maserati 250F) 1'43” 1/5 media Km/h 146,511. La pole position è stata di [#6] Alberto Ascari (Lancia D50) 1'42” media 148,235 km/h

#### Gran Premio di Pau
Francia, 11 aprile, XVI Gran Premio di Pau
A due settimane dal trionfo nel Gran Premio casalingo del Valentino, troviamo le D50 impegnate sul suolo francese, a Pau, dove si disputa un altro Grand Prix cittadino non valido ai fini del campionato mondiale di Formula 1. In questa occasione, i motori delle tre D50 sono potenziati, mentre le vetture montano un nuovo tipo di parabrezza, più piccolo e dotato di inclinazione regolabile. Alla gara non partecipano né le Mercedes, né le Ferrari, per cui le sole vere avversarie delle tre Lancia sono le tre Maserati ufficiali di Jean Behra, Roberto Mières e Luigi Musso e le tre Gordini di Élie Bayol, Robert Manzon e Jacques Pollet. A recitare la parte dei comprimari, tre Maserati, due Ferrari e due minuscole DB-Panhard da 750 cm³ con compressore.
Sin dalle prove, i soli rivali in grado di impensierire le Lancia appaiono Behra e Mières, mentre le Gordini sono lievemente più lente. Lo schieramento di partenza vede in prima fila Alberto Ascari, poleman con la D50 (1'34” 5/10), affiancato da Jean Behra con la Maserati (1'35” 4/10); in seconda fila troviamo Roberto Mières con la Maserati e Luigi Villoresi con la D50, in terza Eugenio Castellotti con la D50 (1'37”) e Luigi Musso con la Maserati (1'37” 3/10). Le francesi Gordini ottengono soltanto il 7º, l'8º ed il 13º tempo.
Dopo l'iniziale scatto di Ascari, il comando del Gran Premio viene assunto dalla Maserati di Behra: i due inanellano una serie di giri veloci, staccando vistosamente tutti gli inseguitori, poi, al 12º giro, Ascari supera Behra e incrementa decisamente il vantaggio sul maseratista: 2” al 30º giro, 9” al 50º giro, 18” al 55º giro (metà gara), 31” al 70º giro, 40” all'85º giro. Dietro al duo di testa, si forma un terzetto composto dalle due D50 di Castellotti e Villoresi e dalla Maserati di Mières, che però marcia meno speditamente ed accusa un ritardo che arriva a superare il minuto primo. Della partita non può fare parte Luigi Musso, la cui Maserati accusa noie di alimentazione e si ritira al 33º giro. Frattanto, al 20º giro, la Volpini-Arzani-Maserati n° 28, per motivi rimasti ignoti, vola fuori strada ed il suo pilota, il gentleman Mario Alborghetti, muore sul colpo.
Quando sta per delinearsi il trionfo della Lancia D50 di Ascari, condito dalla terza piazza di Castellotti e dalla quinta di Villoresi, la D50 del primo comincia ad accusare problemi in fase di frenata ed è costretto ad una sosta al box per un controllo: appurato che l'imperfetta frenatura è causata dalla rottura di una tubazione dell'olio, si procede alla riparazione, che ovviamente richiede qualche minuto e che fa precipitare Ascari in quinta posizione. Per la Lancia la vittoria sfuma: ci si dovrà accontentare della piazza d'onore di Castellotti, del quarto posto di Villoresi e del quinto di Ascari. Ma la D50 si è rivelata veloce e tutto sommato piuttosto affidabile, per cui a Torino non si possono troppo lamentare.
| Partecipazione Lancia: 3 vetture |
| --- |
| - Prima vettura: Ascari Alberto (Lancia D50 #0004) - Numero di gara 6 - Prove: miglior tempo (pole position) in 1'34” 5/10 alla media di 105,485 km/h – Risultato gara: 5º assoluto, a 1 giro; autore del giro più veloce (al 49º giro) in 1'35” 3/10 alla media di 104,600 km/h - Seconda vettura: Villoresi Luigi (Lancia D50#0003) – Numero di gara 8 – Prove: 4º tempo (1'36” 7/10, a 2” 2/10 dalla “pole”) – Risultato gara: 4º assoluto,a 1 giro - Terza vettura: Castellotti Eugenio (Lancia D50#0005) – Numero di gara 10 – Prove: 5º tempo (1'37, a 2” 5/10 dalla “pole”) – Risultato gara: 2º assoluto |

Questa la classifica completa della corsa sul circuito cittadino di Pau, di 2,769 km (110 giri, percorso totale 304,590 km -partenti 16-ritirati 6-arrivati 10- non classificati 2-classificati 8):
1. [#14] Jean Behra (Maserati 250F) 3h02'09” 6/10, media 100,326 km/h
2. [#10] Eugenio Castellotti (Lancia D50) 3h03'10” 6/10 (distacco 1'01”)
3. [#16] Roberto Mieres (Maserati 250F) 3h03'40” 1/10 (distacco 1'30” 5/10)
4. [#8] Luigi Villoresi (Lancia D50) 3h03'29” 6/10 ad 1 giro
5. [#6] Alberto Ascari (Lancia D50) 3h03'37” 5/10 ad 1 giro
6. [#22] André Simon (Maserati 250 F) 3h02'39” 9/10 a 5 giri
7. [#12] Louis Rosier (Maserati 250F) 3h03'40” 6/10 a 6 giri
8. [#30] Alfonso De Portago (Ferrari 625) 3h03'10” 8/10 a 7 giri
9. (ma non classificato) [#20] Jean Lucas (Ferrari 500 modificata) 3h03'44” 3/10 a 13 giri
10. (ma non classificato) [#26] Paul Armagnac (DB-Panhard 750 compressore) 3h03'08” 2/10 a 18 giri

Il Giro più veloce è stato il 49° di [#6] Alberto Ascari (Lancia D50) 1'35” 3/10, media 104,600 km/h. La Pole position è stata di [#6] Alberto Ascari (Lancia D50) 1'34” 5/10 media Km/h 105,485

#### Gran Premio di Napoli
Italia, 8 maggio, VIII Gran Premio di Napoli

Lo schieramento di partenza del Gran Premio di Napoli; in prima fila, da destra, la D50 di Ascari, la Maserati di Musso e quella di Behra

Caratterizzato purtroppo dal ristretto numero di partenti (9 in tutto), l'ottava edizione del Gran Premio di Napoli che si corre sul circuito di Posillipo Alto domenica 8 maggio 1955 vede un'altra brillante vittoria di Alberto Ascari con la D50 ed una buona prova di Luigi Villoresi, che, con la seconda Lancia, si classifica al 3º posto. Dominio netto di Ascari, che, ottenuto il miglior tempo in prova, parte in testa e conduce la corsa dal primo all'ultimo giro. I tempi delle prove sono del resto significativi: la D50 di Ascari gira in 2'08” 1/10 mentre le due Maserati più veloci che affiancano Ascari in prima fila, ottengono tempi decisamente superiori (Luigi Musso 2'09” 5/10 e Jean Behra addirittura 2'10” 9/10). La seconda D50, affidata a Luigi Villoresi, segna il quarto tempo davanti alla Maserati di Roberto Mières. Ad Ascari sfugge soltanto il giro più veloce in corsa, che va invece al combattivo Jean Behra, teso all'inseguimento disperato dei primi dopo aver perso ben otto minuti al box dopo una uscita di strada.
Nei primi giri, Ascari conduce davanti a Luigi Musso (Maserati), Luigi Villoresi (Lancia), Jean Behra (Maserati) e gli altri. Poi Behra subisce il prolungato arresto e Mières è costretto al ritiro, per cui il carosello ha questo ordine: Ascari, Musso, Villoresi, Behra. E questa è pure la classifica finale di questo certamente non emozionante Gran Premio, salvato solo dal formidabile e coreografico entusiasmo dei tifosi partenopei.
| Partecipazione Lancia: 2 vetture |
| --- |
| - Prima vettura: Ascari Alberto (Lancia D50 #0003) - Numero di gara 6 - Prove: miglior tempo (pole position) in 2'08” 1/10 alla media di 115,222 km/h – Risultato gara: 1º assoluto - Seconda vettura: Villoresi Luigi (Lancia D50#0004) – Numero di gara 12 – Prove: 4º tempo (2'11”, a 2” 9/10 dalla “pole”) – Risultato gara: 3º assoluto, a 1 giro |

Questa la classifica completa della corsa sul circuito cittadino di Posillipo Alto, di 4,100 km (60 giri, percorso totale Km 246,000-partenti 9-ritirati 2-arrivati 7- non classificati 2-classificati 5):
1. [#6] Alberto Ascari (Lancia D50) 2h13'03” 6/10, media 110,927 km/h
2. [#16] Luigi Musso (Maserati 250F) 2h14'20” 6/10 (distacco 1'17”)
3. [#12] Luigi Villoresi (Lancia D50) 2h13'32” 2/10 a 1 giro
4. [#2] Jean Behra (Maserati 250F) 2h13'24” 7/10 a 5 giri
5. [#8] Giorgio Scarlatti (Ferrari 500 F2) 2h13'10” 2/10 a 6 giri
6. (ma non classificato) [#4] Berardo Taraschi (Ferrari 166 F2) 2h15'17” 1/10 a 7 giri
7. (ma non classificato) [#14] Ottorino Volonterio (Maserati A6GCM-2500) 2h15'06” 9/10 a 13 giri

Il Giro più veloce: è stato il 44° di [#2] Jean Behra (Maserati 250F) 2'09” 4/10, media Km/h 114,064. La pole position è stata di [#6] Alberto Ascari (Lancia D50) 2'08” 1/10, media Km/h 115,222.

#### Gran Premio di Monaco
Monaco, 22 maggio, XIII Gran Premio di Monaco e XV Gran Premio d’Europa
Rinfrancata per le recenti prestazioni delle sue D50, la Lancia partecipa in grande stile al già classico ed accattivante Gran Premio monegasco (che quest'anno assume anche il rango di Gran Premio d'Europa) in programma per domenica 22 maggio e valido quale seconda prova del Campionato mondiale di Formula 1. Tra muletti e vetture da gara, la Lancia arriva a Monaco con 5 macchine, da destinare a 4 piloti: nell'occasione, infatti, oltre al consueto terzetto (Alberto Ascari, Luigi Villoresi, Eugenio Castellotti) si aggiunge una quarta macchina riservata al cinquantacinquenne Louis Chiron, che probabilmente viene in questo modo ricompensato per la fulgida e clamorosa vittoria ottenuta l'anno prima con la Aurelia B20-2500 GT al Rally di Montecarlo.
Tutte e quattro le macchine che scendono in gara risultano munite del motore quadro da 2488 cm³ (alesaggio 73,60 mm e corsa 73,10 mm): per evitare surriscaldamenti, vengono montati due radiatori dell'olio in ciascun pontone laterale. La corsa si preannuncia altamente incerta ed interessante e vede alla linea di partenza tutte le marche in lotta per il Campionato: in stretto ordine alfabetico, Ferrari, Lancia, Maserati, Mercedes-Benz. Sono della partita anche le francesi Gordini, ritenute tuttavia poco competitive. La Vanderwell iscrive due macchine (Vanwall), ma alle prove partecipa soltanto quella di Mike Hawthorn. I risultati delle prove ufficiali sanciscono la superiorità di Juan Manuel Fangio, di Alberto Ascari e del giovane Stirling Moss su tutti gli altri. Fangio ed Ascari, addirittura, segnano il medesimo tempo, ma Moss, con la seconda Mercedes, è staccato di appena 1/10 di secondo. Bene anche Castellotti, che riesce a spiccare il quarto miglior tempo ed a piazzarsi così in seconda fila. Gli altri due alfieri della Lancia sono più staccati: Villoresi è settimo, Chiron è 19°, cioè penultimo. Le Ferrari non brillano (Maurice Trintignant, il miglior ferrarista, è in quarta fila con il nono tempo) mentre le Maserati appaiono relativamente più veloci (Jean Behra quinto, Roberto Mières sesto, Luigi Musso ottavo). La Gordini meglio piazzata, quella di Robert Manzon, è appena tredicesima, preceduta dalla Vanwall di Mike Hawthorn. Sulla carta, dunque, la lotta per la vittoria sembrerebbe da circoscriversi ai due portacolori della Mercedes, Fangio e Moss, ed alle Lancia di Ascari e Castellotti, con le Maserati a fungere da terzi incomodi. Ma, come spesso capita, la corsa, ricca di colpi di scena, avrà un esito assai diverso.
Ascari non è autore di una partenza azzeccata, ed al primo giro si ritrova in quarta posizione, preceduto da Fangio, dal compagno di squadra Castellotti e da Moss. La buona posizione di Castellotti, a prescindere dalle comunque indubbie capacità del pilota, non deve sorprendere: a lui la Casa ha assegnato il compito di lepre fornendogli una macchina con meno carburante, mentre Ascari dispone di una D50 più pesante. Al 10º giro, dietro al leader Fangio, troviamo Moss, poi Ascari che ha appena superato Castellotti, e la Maserati di Behra. Quest'ultimo però rinviene fortissimo e ri-supera prima Castellotti e poi anche Ascari, portandosi al terzo posto alle spalle del duo Mercedes. Al 35º giro, Castellotti è costretto al box per far controllare una ruota ma anche per rabboccare il carburante. Al 40º giro la situazione è: 1° Fangio, 2° Moss (molto vicino al compagno di marca), 3° Behra a 43” e 4° Ascari a 50”, 5° il sorprendente Maurice Trintignant con la Ferrari (staccato però di 1'20” da Fangio), 6° Mières e 7° Villoresi. Al 42º giro, Behra si ferma lungamente al box per sistemare un raccordo della tubazione dell'olio e viene doppiato. Alla Maserati si pensa di far passare Behra alla guida della macchina di Cesare Perdisa (in miglior posizione), mentre al bolognese non resta che sistemarsi al volante della più attardata macchina di Behra. Poco prima di metà gara, il primo vero colpo di scena di questo Gran Premio: Fangio si ritira per la rottura del ponte. Passa così a condurre il giovane Moss, con 1'22” di vantaggio sulla D50 di Ascari. Tutti gli altri sono già stati doppiati: Trintignant è 3°, Mières è 4°. Le altre D50 si trovano al 6º, 7º e 11º posto (Castellotti, Villoresi e Chiron).
Malgrado l'enorme vantaggio, Stirling Moss continua a tirare come un ossesso, forse per giungere a doppiare anche Ascari, che è l'ultimo concorrente a pieni giri. Ecco che quando mancano venti giri al termine, questa condotta poco assennata dà i suoi prevedibili risultati: Moss è fermato da un guasto di motore e Ascari si trova in testa; i numerosi italiani presenti si accingono a festeggiare il nuovo leader della corsa, quando il milanese, alla “chicane” del porto, finisce in mare.
Come riferito dallo stesso Ascari nelle ore successive, la causa del guaio sarebbe stata il bloccaggio del freno anteriore destro, che avrebbe innescato una sbandata verso l'esterno, incontrollabile: dovendo scegliere tra un muretto di sabbia, una piccola tribuna affollata e l'acqua, il pilota finisce per scegliere quest'ultima, considerandola il male minore. Una seconda ipotesi è quella della sbandata sull'olio lasciato sul tracciato dal motore in avaria della Mercedes di Stirling Moss, transitata poco prima. Alberto comunque sguscia dalla macchina inabissata e risale a galla raggiungendo il sommozzatore che già si è tuffato in suo soccorso. Anche se ricoverato precauzionalmente all'ospedale di Monte Carlo, il pilota è praticamente illeso.
Al comando del Gran Premio viene così a trovarsi il regolare Trintignant con la Ferrari. Il solo ulteriore momento entusiasmante della corsa è dato dall'inseguimento di Castellotti, che si porta a 15” dal nuovo leader e riduce poi il distacco fino a soli 11”. L'inseguimento però non ha successo, e nelle ultime tornate il lodigiano della Lancia è costretto a ridurre il ritmo, tanto che alla fine il distacco sale nuovamente a 20”. La corsa si conclude con la vittoria della Ferrari di Maurice Trintignant (coltivatore di viti in quel di Nîmes e zio dell'attore Jean-Louis), con il posto d'onore di Castellotti con la D50, con la terza piazza della Maserati di Behra condotta anche dal giovane Cesare Perdisa, vera rivelazione di questo Gran Premio, e con il quarto ed il quinto posto un po' anonimi di Nino Farina (Ferrari) e di Luigi Villoresi. Quanto a Louis Chiron, si può dire che ha compiuto una gara onesta, terminata con un discreto 6º posto assoluto (anche se a 5 giri dal primo): attenuanti alla non eccelsa prestazione sono la scarsa conoscenza del mezzo e una difficoltà di inserimento delle marce pare dovuta alla ristrettezza dell'abitacolo (Chiron, di statura abbastanza elevata, ha dovuto utilizzare la D50 che era prevista ed allestita invece per il meno alto Ascari).
Il bilancio della partecipazione Lancia non appare certamente disastroso, considerando che delle quattro D50 al via, tre sono giunte al traguardo occupando il 2º, il 5º ed il 6º posto e che Ascari ha segnato il miglior tempo in prova, a pari merito con la Mercedes-Benz W196 di Fangio. Ma la vittoria in un Gran Premio titolato, ancora una volta non è arrivata.
| Partecipazione Lancia: 5 vetture |
| --- |
| - Prima vettura: Ascari Alberto (Lancia D50 #0006) - Numero di gara 26 - Prove: miglior tempo (ex aequo con Juan Manuel Fangio su Mercedes W196) in 1'41” 1/10 alla media di km/h 111,988 – Risultato gara: ritirato all'81º giro per incidente (vettura finita in mare) - Seconda vettura: Villoresi Luigi (Lancia D50#0004) – Numero di gara 28 – Prove: 7º tempo (1'43” 7/10, a 2” 6/10 dalla “pole”) – Risultato gara: 5º assoluto,a 1 giro - Terza vettura: Eugenio Castellotti (Lancia D50#0003) – Numero di gara 30 – Prove: 4º tempo (1'42”, a 9/10 dalla “pole”) – Risultato gara: 2º assoluto - Quarta vettura: Chiron Louis (Lancia D50#0005) – Numero di gara 32 – Prove: 19º tempo (1'47” 3/10, a 6” 2/10 dalla “pole”) – Risultato gara: 6º assoluto, a 5 giri - Quinta vettura: La Lancia D50 #0002 ha funzioni di “muletto”. |

Questa la classifica completa della corsa sul circuito di Monaco di km 3,145 (100 giri, percorso totale Km 314,500-partenti 20-ritirati 10-arrivati 10- non classificati 3-classificati 7):
1. [#44) Maurice Trintignant (Ferrari 625/555) 2h58'09” 7/10, media Km/h 105,915
2. [#30] Eugenio Castellotti (Lancia D50) 2h58'30” (distacco 20” 3/10)
3. [#34] Jean Behra/Cesare Perdisa (Maserati 250F) 2h59'22” 3/10 ad 1 giro
4. [#42] Nino Farina (Ferrari 625/555) 2h59'28” 4/10 ad1 giro
5. [#28] Luigi Villoresi (Lancia D50) 2h59'59” a 1 giro
6. [#32] Louis Chiron (Lancia D50) 2h58'59” 1/10 a 5 giri
7. [#10] Jacques Pollet (Gordini 16/23) 2h59'50” 2/10 a 9 giri
8. (ma non classificato) [#40] Cesare Perdisa/Jean Behra (Maserari 250F) a 14 giri
9. (ma non classificato) [#48] Piero Taruffi/Paul Frère (Ferrari 555) 2h58'17” 7/10 a 14 giri
10. (ma non classificato) [#6] Stirling Moss (Mercedes W196) 2h58'22” 2/10 a 19 giri

Il Giro più veloce è stato il 27° di [#2] Juan Manuel Fangio (Mercedes W196) 1'42” 4/10, media Km/h 110,566. Pole position: miglior tempo ex aequo del [#2] Juan Manuel Fangio (Mercedes W196) e del [#26] Alberto Ascari (Lancia D50) 1'41” 1/10, media Km/h 111,988 (la “pole” è attribuita a Fangio in quanto è stato colui che ha realizzato per primo questa prestazione).

#### La morte di Ascari
Monza, 26 maggio 1955, la Lancia si ritira dalle corse
Autodromo di Monza, giovedì 26 maggio, 4 giorni appena dopo Monaco. Eugenio Castellotti (impegnato con la Lancia soltanto per la Formula 1) sta provando una Ferrari sport da 3 litri, del tipo 750S. Lo raggiunge Alberto Ascari, invitato telefonicamente dallo stesso Eugenio ad assistere a questi test. Con Alberto è anche l'amico e collega di sempre Luigi Villoresi. Inaspettatamente, Ascari (che è partito da casa per un semplice incontro tra amici, come conferma il fatto che addirittura indossa la cravatta) chiede di poter effettuare un paio di giri. Nessuno ha il coraggio di negare ad Ascari questo capriccio, benché la macchina appartenga ad una scuderia avversaria, e lo stesso Castellotti cede momentaneamente il suo casco al bi-campione del mondo. Ascari sale in macchina, compie un primo giro d'assaggio, poi si lancia in velocità.
Alla curva del vialone, apparentemente senza una ragione precisa, sbanda e vola fuori dalla pista. La macchina finisce la sua corsa, a ruote all'aria, tra il verde e gli alberi del parco. Ascari è proiettato fuori dalla vettura e muore praticamente sul colpo.
La verità su questo tragico incidente non si saprà mai, anche se l'ipotesi più accreditata parla di due operai che hanno attraversato imprudentemente la pista qualche attimo prima del sopraggiungere di Alberto, il quale avrebbe frenato e sterzato violentemente per non investirli innescando la paurosa e fatale sbandata.
L'annuncio che segue alla morte di Ascari, pur scarno, anticipa tutto ciò che sta accadendo in casa Lancia. La scuderia Lancia, in seguito alla morte del suo capitano, Alberto Ascari, ha deciso di sospendere la sua attività agonistica. Il pilota Eugenio Castellotti ha richiesto di poter partecipare, a titolo personale, al Gran Premio del Belgio a Spa, e l'ing. Gianni Lancia, prima di imbarcarsi per l'America, gli ha concesso vettura ed assistenza.
Vengono dunque annunciate: la morte del pilota di punta (Ascari), la sospensione dell'attività agonistica, l'autorizzazione a Castellotti e la partenza per il Sud America dell'ing. Gianni Lancia, un viaggio che sanziona la conclusione dell'avventura dell'ingegnere in seno alla casa che reca il suo nome. In quegli stessi giorni, infatti, il gruppo Pesenti sta trattando per rilevare la maggioranza azionaria Lancia e pare pretenda dalla Signora Adele Lancia, che al momento mantiene la Presidenza, l'allontanamento del figlio Gianni.

#### Il Gran Premio del Belgio
Belgio, 5 giugno, XVI Gran Premio del Belgio
Al Gran Premio del Belgio, che si corre sul difficile ed impegnativo circuito di Spa-Francorchamps, troviamo una sola Lancia D50, assistita da Vittorio Jano e da alcuni dei migliori meccanici della casa. Pare che a Spa sia anche una seconda D50, avente funzioni di muletto.
Malgrado gli stati d'animo di Eugenio Castellotti, di Vittorio Jano e dei meccanici non siano dei migliori per via della recente scomparsa di Ascari, il lodigiano si esprime al meglio e, anche grazie all'ennesimo potenziamento del motore (si parla di oltre 265, forse 270 HP), ottiene addirittura la pole position davanti alle Mercedes di Fangio e di Moss, che risultano staccati di 5/10 di secondo l'argentino, e di 1” e1/10 l'inglese. A seguire, la Ferrari di Nino Farina, la Maserati di Jean Behra, la terza Mercedes di Karl Kling, la Maserati di Luigi Musso e via via gli altri.
Al segnale di via, Fangio assume autoritariamente il comando, che non abbandonerà più fino al traguardo. Nella sua scia si lanciano Moss, Castellotti e Farina. Al 10º giro (poco meno di 1/3 di gara) la situazione è: 1° Fangio (Mercedes), 2° Moss (Mercedes) a 11”, 3° Castellotti (Lancia) a 41”, 4° Farina (Ferrari) a 44” Il quartetto marcia in quest'ordine fino al 16º giro, dopodiché la D50 di Castellotti deve abbandonare la lotta per il cedimento della trasmissione (probabilmente del cambio in particolare), forse troppo sollecitata dalla aumentata potenza del motore. Il Gran Premio prosegue senza troppi scossoni, con i primi tre posti occupati stabilmente da Fangio, Moss e Farina.
| Partecipazione Lancia: 2 vetture |
| --- |
| - Prima vettura: Castellotti Eugenio (Lancia D50 #0003) - Numero di gara 30 - Prove: pole position in 4'18” 1/10 alla media di km/h 196,946 – Risultato gara: ritirato al 17º giro per guasto alla trasmissione - Seconda vettura: Lancia D50 #0002, che ha funzioni di “muletto”. |

Questa la classifica completa della corsa sul circuito di Spa-Francorchamps di km 14,120(36 giri, percorso totale Km 508,320-partenti 13-ritirati 4-arrivati e classificati 9):
1. [#10] Juan Manuel Fangio (Mercedes-Benz W196) 2h39'29”, media Km/h 191,237
2. [#14] Stirling Moss (Mercedes W196) 2h39'37” 1/10 (distacco 8” 1/10)
3. [#2] Nino Farina (Ferrari 555) 2h41'09” 5/10 (distacco 1'40” 5/10)
4. [#46] Paul Frère (Maserati 250F) 2h42'54” 5/10 (distacco 3'25” 5/10)
5. [#24] Roberto Mieres/Jean Behra (Maserati 250F) a 1 giro
6. [#4] Maurice Trintignant (Ferrari 555) a 1 giro
7. [#22] Luigi Musso (Maserati 250F) a 2 giri
8. [#26] Cesare Perdisa (Maserati 250F) a 3 giri
9. [#28] Louis Rosier (Maserati 250F) a 3 giri

Il Giro più veloce è stato il 17° di [#10] Juan Manuel Fangio (Mercedes W196) 4'20” 6/10, media Km/h 195,057. La pole position è stata di [#30] Eugenio Castellotti (Lancia D50) 4'18” 1/10, media Km/h 196,946.

#### La cessione alla Ferrari
26 luglio 1955, la cessione alla Ferrari

Lo schieramento delle sei D50 alla cerimonia della "cessione" alla Ferrari

Subito dopo la disputa del Gran Premio del Belgio e l'abdicazione forzata di Gianni Lancia, in seno alla fabbrica si profilano due fazioni: da una parte c'è chi vorrebbe evitare di disperdere le esperienze fatte in ambito agonistico, migliorare il materiale esistente e proseguire l'attività sportiva interrotta, e dall'altra chi invece non vede l'ora di disfarsi di tutto il materiale da corsa nel più breve tempo possibile, magari svendendolo. I sostenitori della seconda tesi hanno ben presto la meglio. Trapelata la notizia, molti si fanno avanti per rilevare a buon prezzo tutto il materiale: tra i potenziali acquirenti, in prima fila, pare ci sia addirittura la Mercedes-Benz.
Per evitare che preziose esperienze italiche finiscano all'estero, il principe Filippo Caracciolo (suocero di Gianni Agnelli e Presidente dell'Automobile Club d'Italia) si attiva presso la Fiat fino ad ottenere un accordo a tre, in base al quale la Lancia dona alla Ferrari il suo materiale da corsa e la Fiat si impegna ad erogare alla casa modenese, per cinque anni, un contributo finanziario non indifferente (50 milioni di lire all'anno).

Due scocche appena cedute

La cerimonia del passaggio avviene il 26 luglio 1955 nel cortile della Lancia in Via Caraglio a Torino: gli onori di casa sono fatti dall'avv. Domenico Jappelli e dal sig. Attilio Pasquarelli, mentre per la Ferrari sono presenti l'ing. Amorotti ed il cav. Bazzi. La Fiat è rappresentata dal dr. Pestelli, mentre per l'Automobile Club d'Italia c'è il Vicepresidente ing. Arnaldo Trevisan. Tra gli altri intervenuti, oltre a Vittorio Jano, il Conte Carlo Biscaretti di Ruffia (Vice Presidente dell'Automobile Club di Torino) ed il Dr. Giovannetti dell'A.N.F.I.A.A. (Associazione Nazionale Fra Industrie Automobilistiche ed Affini). Per la cronaca, le D50 di Formula 1 donate alla casa modenese sono sei: ad esse vanno aggiunte due scocche di F1, una normale e l'altra carenata (la prima è forse munita di qualche organo meccanico, mentre la seconda ne è probabilmente priva) oltre naturalmente a molti ricambi ed parti meccaniche in genere. Con l'occasione, anche il progettista Vittorio Jano passa dalla Lancia alla Ferrari.

#### Il Gran Premio d'Italia
Italia, 11 settembre, XXVI Gran Premio d'Italia

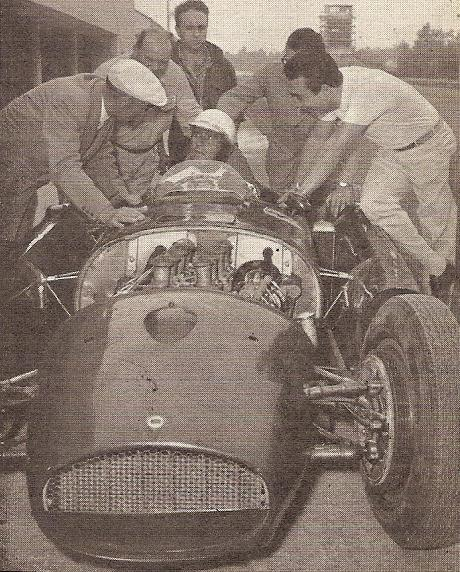
Monza, agosto 1955: Nino Farina prova la D50 in vista del Gran Premio d'Italia

L'arrivo a Maranello del materiale Lancia crea naturalmente qualche scompiglio, tra cui il licenziamento di Aurelio Lampredi, il progettista dei motori Ferrari a 4 cilindri. Enzo Ferrari accetta in casa queste nuove macchine estranee ma non le ama, non sentendole sue. Ciononostante, al fine di verificare se davvero sono migliori rispetto alle sue monoposto da 2 litri e mezzo, le adotta, anche se con scarso entusiasmo ed iscrive al primo Gran Premio utile in calendario ben sei macchine: tre Ferrari pure del tipo 555 a 4 cilindri e tre Lancia-Ferrari D50. I piloti Lancia superstiti, Luigi Villoresi ed Eugenio Castellotti, seguono la sorte delle D50 e passano alla scuderia Ferrari.
A Monza vengono portate quattro D50, una delle quali con funzioni di muletto: le tre unità da gara sono affidate ad Eugenio Castellotti, a Nino Farina ed a Luigi Villoresi. Il responso delle prove assegna un margine notevole alle Mercedes, che segnano i migliori tempi con Juan Manuel Fangio (già matematicamente Campione del Mondo 1955 e poleman della gara), Stirling Moss e Karl Kling. Dal canto loro, le D50 si comportano onorevolmente, dimostrando una volta di più di avere le prestazioni più vicine rispetto a quelle delle inarrivabili Mercedes: Castellotti segna il quarto tempo, Farina il quinto, Villoresi l'ottavo. La migliore tra le Ferrari 4 cilindri del tipo 555 è appena dodicesima, con Umberto Maglioli. Purtroppo però le D50, che in questa occasione adottano le gomme Englebert utilizzate dalla Ferrari ma che finora hanno sempre montato gomme Pirelli, sono vittime di molteplici dechappaggi; la Ferrari può soltanto utilizzare gli pneumatici contrattualmente previsti, per cui alla fine si finisce con l'optare per il ritiro delle D50 dalla corsa, preferendo giustamente evitare qualsiasi rischio.
| Partecipazione Lancia-Ferrari: 4 vetture |
| --- |
| - Prima vettura: Farina Giuseppe (Lancia D50 #0005) - Numero di gara 2 - Prove: 5º tempo (2'49” 9/10 a 3” 4/10 dalla “pole”) – Risultato gara: non parte per problemi legati alla marca degli pneumatici - Seconda vettura: Castellotti Eugenio (Lancia D50 #0003) – Numero di gara 4 – Prove: 4º tempo (2'49” 6/10, a 3” 1/10 dalla “pole”) – Risultato gara: non parte con la D50 (per problemi legati alla marca degli pneumatici) ma partecipa con una Ferrari 555 ottenendo il 3º posto assoluto. - Terza vettura. Villoresi Luigi (Lancia D50 #0004) – Numero di gara 10 – Prove: 8º tempo (2'51” 6/10, a 5” 1/10 dalla “pole”) - Risultato gara: non parte per problemi legati alla marca degli pneumatici - Quarta vettura: Lancia D50 #0002, che ha funzioni di “muletto”. |

Eugenio Castellotti, comunque, prende il via utilizzando una Ferrari 555, un muletto con cui ha partecipato ad una parte delle prove, ponendosi al 4º posto dello schieramento e sfruttando così la prestazione ottenuta con la D50 (una mossa consentita dal regolamento in vigore).
Il Gran Premio è dominato dalla Mercedes di Juan Manuel Fangio, che partiva dalla pole position e non abbandona più la posizione di testa fino al termine della galoppata di 50 giri per 500 chilometri (ad eccezione dell'ottavo giro in cui Moss transita primo sul traguardo). La Mercedes (che mette in lizza due vetture del tipo carenato per Fangio e Moss e due a ruote scoperte per Taruffi e Kling) fa corsa a sé e Piero Taruffi, dopo i ritiri di Moss e di Kling, ottiene un bel secondo posto in parata; terzo Castellotti con la Ferrari 555.
Si tratta anche della settima ed ultima prova valida per il campionato mondiale di F1 1955.

#### L'International Gold Cup
Gran Bretagna, 24 settembre, II International Gold Cup
L'ultima apparizione in gara, nel 1955, di vetture Lancia-Ferrari D50 si ha ad Oulton Park (località situata nei pressi di Tarporley, nel Cheshire) in occasione della seconda edizione della Coppa D'Oro, che si corre sabato 24 settembre. La prova non è valida per il Campionato del Mondo ma è riservata alle vetture rispondenti ai requisiti della Formula 1.
Gli iscritti sono 23 e comprendono due Ferrari-Lancia, una Ferrari, cinque Maserati, tre Vanwall, ben otto Connaught, tre Cooper, una BRM. Le due Ferrari-Lancia sono soltanto lievemente modificate, per cui si può ancora parlare di vere e proprie Lancia D50 iscritte dalla Scuderia Ferrari. Su una delle due D50 in lizza, sale per la prima volta il pilota inglese Mike Hawthorn, l'altra è affidata invece ad Eugenio Castellotti. Hawthorn dimostra di avere un buon feeling con la D50, dal momento che si impossessa con autorità della pole precedendo nell'ordine Stirling Moss (che ora, dopo il ritiro della Mercedes dalle corse, corre con la Maserati), ed i due italiani Luigi Musso (anch'egli su Maserati) ed Eugenio Castellotti con la seconda D50, che ottengono l'identico tempo.
Stirling Moss è però il più pronto al via mentre Castellotti è subito costretto ad una lunga sosta al box per riparare la sospensione anteriore. Hawthorn invece si installa al terzo posto alle spalle di Moss, rimanendo a lungo ad una manciata di secondi dalla Maserati di Luigi Musso che è in seconda posizione: il distacco che separa Hawthorn da Musso è tuttavia in continua crescita (6” al 10º giro, 9” al 20º giro, 13” al 30º giro, 18” al 40º giro) e, quando ormai Hawthorn è rassegnato ad una comunque apprezzabile terza piazza, può approfittare del ritiro di Musso, avvenuto ad appena 4 giri dal termine, per conquistare un bel secondo posto. Castellotti, rinvenuto dopo la lunga sosta, si classifica 7º a tre giri.
| Partecipazione Lancia-Ferrari: 2 vetture |
| --- |
| - Prima vettura: Hawthorn Mike (Lancia-Ferrari D50 #0005) - Numero di gara 1 - Prove: miglior tempo (pole position) in 1'52” 4/10 alla media di km/h 142,315 – Risultato gara: 2º assoluto - Seconda vettura: Castellotti Eugenio (Lancia-Ferrari D50 #0003) – Numero di gara 2 – Prove: 3º tempo, ex aequo con la Maserati 250F di Luigi Musso (1'52” 8/10, a 4/10 dalla “pole”) – Risultato gara: 7º assoluto, a 3 giri |

Questa la classifica completa della corsa sul circuito di Oulton Park di km 4,4434 (miglia 2,761)(54 giri, percorso totale Km 239,944 -partenti 19-ritirati 8-arrivati 11-non classificati 3- classificati 8):
1. [#4] Stirling Moss (Maserati 250F) 1h44'05” 4/10, media Km/h 138,309
2. [#1] Mike Hawthorn (Lancia-Ferrari D50) 1h45'11” 6/10 (distacco 1'06” 2/10)
3. [#9] Desmond Titterington (Vanwall) 1h44'57”, a 1 giro
4. [#11] Reg Parnell (Connaught-Alta tipo B) 1h45'45” 2/10, a 1 giro
5. [#16] Roy Salvadori (Maserati 250F) 1h44'38” 4/10, a 2 giri
6. [#18] Bob Gerard (Cooper-Bristol tipo 23) a 2 giri
7. [#2] Eugenio Castellotti (Lancia-Ferrari D50) a 3 giri
8. [#5] Luigi Musso (Maserati 250F) a 5 giri (fermatosi al 50º giro per guasto al cambio)
9. (ma non classificato) [#19] Michael Young (Connaught-Alta tipo A) a 7 giri
10. (ma non classificato) [#15] Peter Walker (Connaught-Alta tipo B) a 9 giri (fermatosi al 46º giro per guasto alla trasmissione)
11. (ma non classificato) [#12] Jack Fairman (Connaught-Alta tipo B) a 10 giri

Il Giro più veloce è stato realizzato dal [#4] Stirling Moss (Maserati 250F) 1'53” 2/10, media Km/h 141,309. La pole position è stata di [#1] Mike Hawthorn (Lancia. Ferrari D50) 1'52” 4/10, media Km/h 142,315.